# Casa de Austria
Casa de Austria es el nombre con el que se conoce en España a la dinastía Habsburgo reinante en la Monarquía Hispánica en los siglos xvi y xvii; desde la proclamación como rey de Carlos I en 1516, hasta la muerte sin sucesión directa de Carlos II en 1700, que provocó la guerra de sucesión española.
La Monarquía Hispánica —o Monarquía Católica— fue durante toda esa época la mayor potencia de Europa.[cita requerida] Durante los llamados Austrias mayores —Carlos I y Felipe II—, alcanzó el apogeo de su influencia y poder. La herencia territorial de Carlos I de España, procedente de los Habsburgo —Países Bajos y Condado de Borgoña en 1506— y de los Trastámara —Coronas de Aragón y Castilla en 1516—, junto con la conquista de América, conformó la base de lo que se conoce como Imperio español. 
Sin embargo, los reinados de los llamados Austrias menores —Felipe III, Felipe IV y Carlos II—, coincidentes con lo mejor del Siglo de Oro de las artes y las letras, significaron la «decadencia española»: la pérdida de la hegemonía europea y una profunda crisis económica y social. En la segunda mitad del siglo XVII, los españoles fueron sustituidos en la hegemonía europea por la Francia de Luis XIV y la Gran Bretaña de Ana de Gran Bretaña.
Hay que matizar que en algunos idiomas, como el alemán, el término Casa de Austria (Haus Österreich) no se circunscribe a la Monarquía Hispánica, sino que es un término heredado del siglo XIV de la principal tierra hereditaria de los Habsburgo, a saber, el Ducado de Austria, y aplicado a otros territorios de la dinastía. Si bien, dentro de la casa de Habsburgo se autodenominaba la Casa Archiducal (Erzhaus), y en otros círculos de la sociedad, principalmente por el nombre de la dinastía.

## Historia

### Los inicios del imperio (1516-1521)

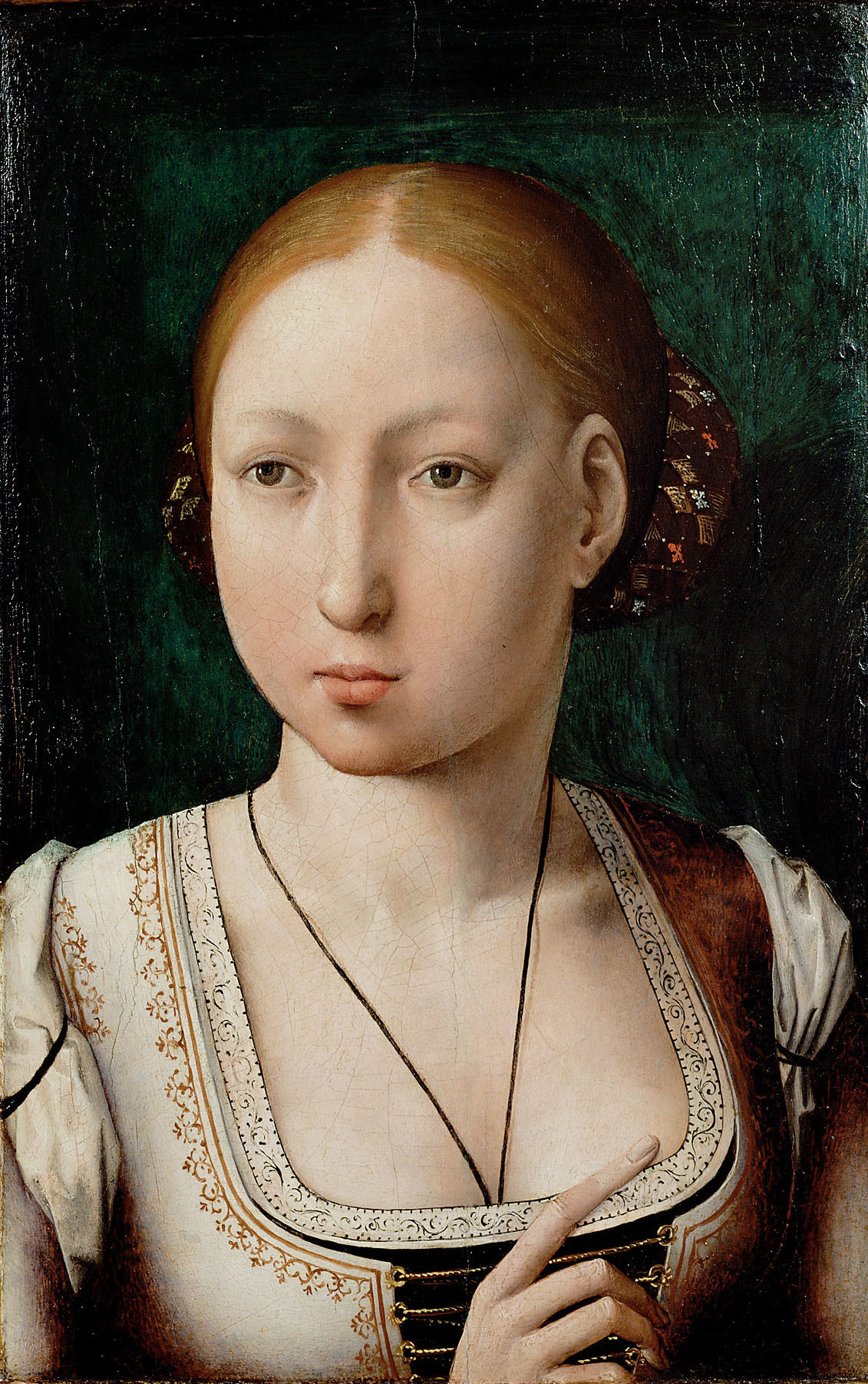
reina Juana I de Castilla (r. 1504-1506), Kunsthistorisches Museum, Viena.

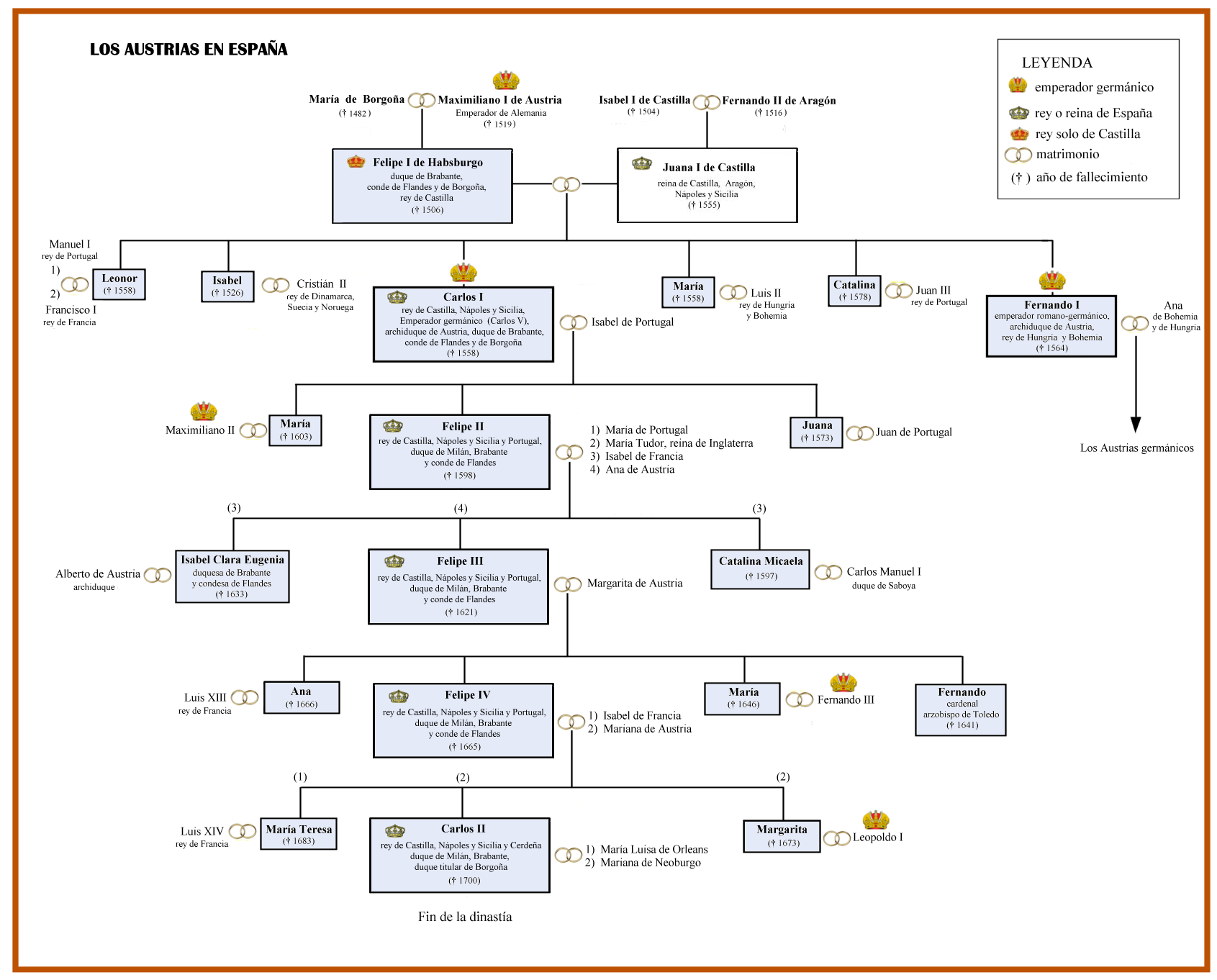
Árbol genealógico de los reyes de España y familia de la casa de Austria (en azul).
Nota: Felipe I fue solo rey de Castilla.

España, tanto en su configuración territorial como en la definición de su entidad estatal, no llegó a presentar un aspecto similar al actual hasta la muerte de Carlos II. Con ella se produjo la extinción de los Habsburgo de Madrid, la ascensión de Felipe V y la inauguración de la dinastía Borbón y sus reformas. El área política referida -sobre todo en su percepción exterior- como España era, de hecho, la unión en la persona del rey de muy diversas entidades políticas salidas de la Edad Media. La trascendencia del matrimonio de Fernando II de Aragón e Isabel I de Castilla en 1469, y las personalidades de estos reyes tuvieron mucho que ver con ello, aunque también el azar que fue frustrando algunos de sus proyectos y haciendo triunfar otros. No había sido la única opción considerada, habiendo sido posible igualmente una unión de Castilla con Portugal, bien sin Aragón (de haber triunfado su sobrina Juana la Beltraneja en la guerra de sucesión castellana) o bien con él (de haber sobrevivido su nieto el príncipe Miguel de Paz).
En 1504, la reina Isabel murió, y aunque Fernando intentó mantener su posición sobre Castilla tras su muerte, las Cortes de Castilla escogieron coronar reina a la hija de Isabel, Juana[cita requerida]. Su marido, Felipe de Habsburgo, hijo del emperador del Sacro Imperio Romano Maximiliano I y María de Borgoña, simultáneamente se convirtió en el rey-consorte Felipe I de Castilla. Poco después Juana comenzó a caer en la locura. En 1506, Felipe asumió la regencia, pero murió poco más tarde, ese mismo año bajo circunstancias que algunas fuentes consideran compatibles con un envenenamiento ordenado por su suegro. Como su hijo mayor, Carlos, tenía solo seis años, las Cortes, a regañadientes[cita requerida], permitieron a Fernando, el padre de Juana, gobernar la Corona de Castilla como el regente de Juana y Carlos.
España estaba ahora unida bajo un solo gobernante, Fernando II de Aragón. Como único monarca, Fernando adoptó una política más agresiva que la que tuvo como marido de Isabel, ampliando la esfera de influencia de España a Italia, fortaleciéndola contra Francia. Como gobernante de Aragón, Fernando estuvo involucrado en la lucha contra Francia y Venecia por el control de Italia; estos conflictos se convirtieron en el centro de la política exterior de Fernando como rey. El primer uso de fuerzas españolas por parte de Fernando llegó en la Guerra de la Liga de Cambrai contra Venecia, donde los soldados españoles se distinguieron en el campo de batalla al lado de sus aliados franceses en la Batalla de Agnadello (1509). Solo un año más tarde, Fernando se unió a la Liga Católica contra Francia, viendo una oportunidad de tomar Nápoles y Navarra —de las que mantenía una reivindicación dinástica—. En 1516 Francia aceptó una tregua que dejó Milán bajo control francés y reconoció la hegemonía española en Nápoles y el sur de Navarra. El matrimonio de Fernando con Germana de Foix, de haber sobrevivido el hijo de ambos, hubiera roto la unidad política de Castilla y Aragón, pero su hijo Juan murió a temprana edad.

Estandarte de los monarcas de la Casa de los Austrias en España, usado desde 1580 hasta 1668.

La muerte de Fernando llevó a la ascensión al trono del joven Carlos como Carlos I de Castilla y Aragón. Su herencia española incluyó tanto las posesiones castellanas en el Nuevo Mundo como las aragonesas alrededor del Mediterráneo. Después de la muerte de su padre Habsburgo en 1506, Carlos había heredado el territorio denominado Flandes o los Países Bajos (donde había nacido y crecido) y el Franco Condado. En 1519, con la muerte de su abuelo paterno Maximiliano I, Carlos heredó los territorios Habsburgos de Alemania, y fue debidamente elegido ese mismo año como Emperador con el nombre de Carlos V. Su madre permaneció como la reina titular de Castilla hasta su muerte en 1555, pero debido a su supuestamente mala salud mental, Carlos (también con el título de rey de Castilla) ejerció todo el poder sin contemplaciones, lo que produjo la sublevación conocida como Guerra de las Comunidades. Sofocada la sublevación en 1521, al igual que la simultánea en la Corona de Aragón de las Germanías de Valencia, el Emperador y Rey Carlos era el hombre más poderoso de la Cristiandad.
La acumulación de tanto poder en un hombre y una dinastía preocupaba mucho al rey de Francia, Francisco I, que se encontró rodeado de territorios Habsburgo. En 1521, Francisco invadió las posesiones españolas en Italia e inauguró una segunda ronda del conflicto franco-español. Las Guerras Italianas fueron un desastre para Francia, que sufrió derrotas tanto en la llamada Guerra de los Cuatro Años (1521-1526) -Biccoca (1522) y Pavía (1525, en donde Francisco fue capturado)- como en la Guerra de la Liga de Cognac (1527-1530) —Landriano (1529)— antes de que Francisco cediera y abandonara Milán, en beneficio una vez más de España.

### Un emperador y un rey (1521-1556)

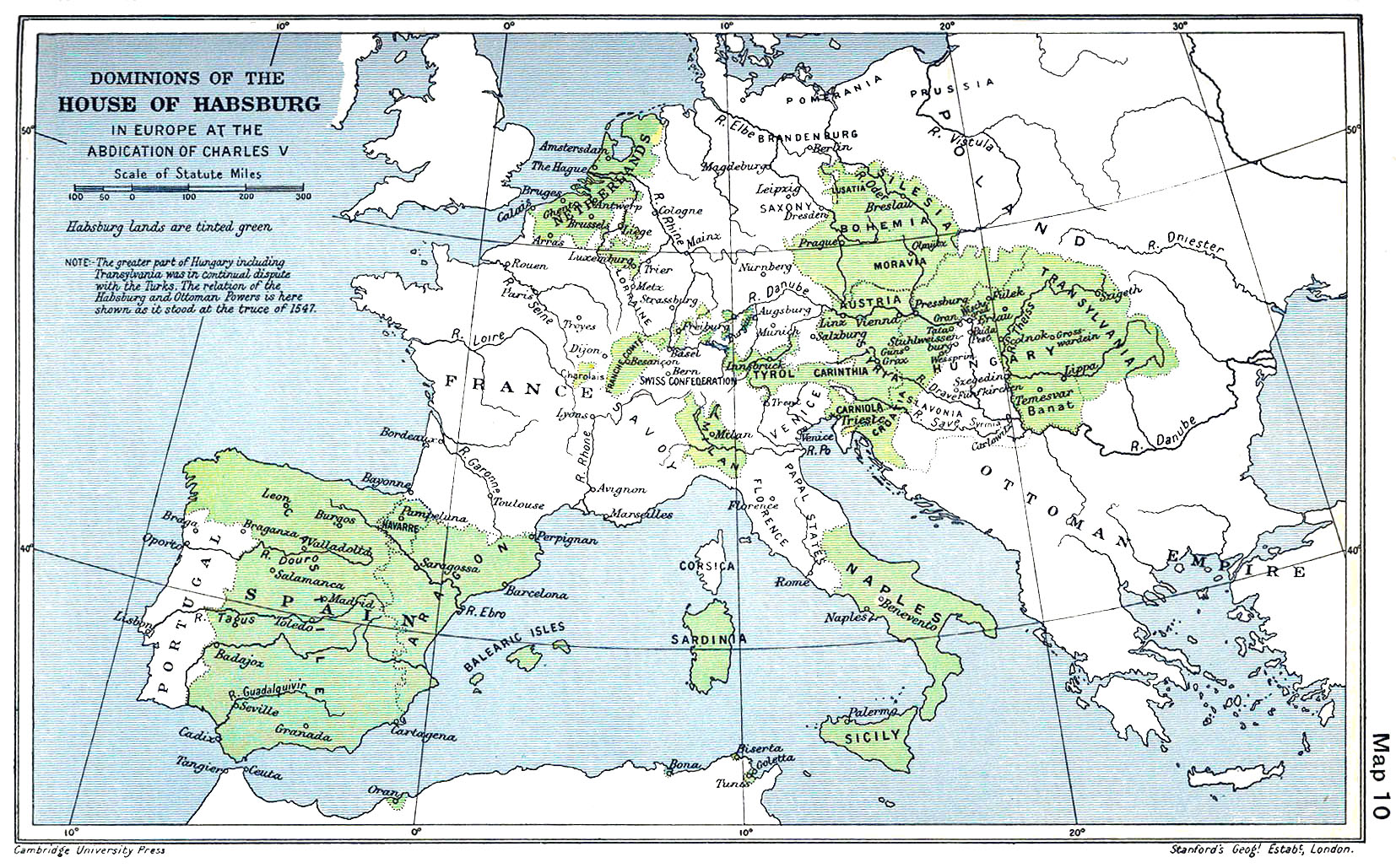
Un mapa de los dominios de los Habsburgo después de la Batalla de Mühlberg (1547) como se muestra en The Cambridge Modern History Atlas (1912); las tierras de los Habsburgo están pintadas en verde.

La victoria de Carlos en la Batalla de Pavía en 1525, sorprendió a muchos italianos y alemanes y suscitó preocupaciones de que Carlos se esforzaría por ganar todavía más poder. El papa Clemente VII cambió de bando y se unió a Francia y a importantes estados italianos contra el Emperador Habsburgo en la Guerra de la Liga de Cognac. En 1527, debido a la incapacidad de Carlos de pagar suficientemente a sus ejércitos en el Norte de Italia, éstos se amotinaron y saquearon Roma por el botín, forzando a Clemente, y a los sucesivos papas, a ser considerablemente más prudentes en sus tratos con las autoridades seculares: en 1533, el rechazo de Clemente a anular el matrimonio de Enrique VIII de Inglaterra con Catalina de Aragón (tía de Carlos) fue una consecuencia directa de su deseo de no ofender al emperador y tener quizá su capital saqueada una segunda vez. La Paz de Barcelona, firmada entre Carlos y el Papa en 1529, estableció una relación más cordial entre ambos líderes. De hecho, el papa nombró a España como el protector de la causa Católica y reconoció a Carlos como rey de Lombardía a cambio de la intervención española en derrocar a la rebelde República florentina.
En 1543, Francisco I, rey de Francia, anunció su alianza sin precedentes con el sultán otomano, Solimán el Magnífico, ocupando la ciudad de Niza, controlada por España, en cooperación con las fuerzas turcas. Enrique VIII de Inglaterra, que guardaba mayor rencor contra Francia que el que tenía contra el Emperador por resistirse en el camino a su divorcio, se unió a Carlos en su invasión de Francia. Aunque el ejército español fue completamente derrotado en la Batalla de Cerisoles, en Saboya, a Enrique le fue mejor, y Francia fue forzada a aceptar los términos. Los austríacos, liderados por el hermano menor de Carlos, Fernando, continuaron luchando contra los otomanos en el Este. Con Francia vencida, Carlos pudo ocuparse de un problema más antiguo: la Liga de Esmalcalda. 

Carlos I de España en su victoria contra los Protestantes en la Batalla de Mühlberg (1547), pintado por Tiziano.

La Reforma Protestante había comenzado en Alemania en 1517. Carlos, a través de su posición como Emperador del Sacro Imperio Romano Germánico, sus estratégicas posesiones patrimoniales situadas a lo largo de las fronteras alemanas, y su cercana relación con sus parientes Habsburgos en Austria, tuvo gran interés en mantener la estabilidad del Sacro Imperio Romano Germánico. La Guerra de los campesinos alemanes había estallado en el Imperio en 1524 y devastó el país hasta que fue completamente sofocada en 1526. Carlos, incluso estando tan lejos de Alemania, estaba comprometido en mantener el orden. Desde la Guerra de los campesinos, los protestantes se habían organizado en una liga defensiva para protegerse del Emperador Carlos. Bajo la protección de la Liga de Esmalcalda, los estados protestantes habían cometido un gran número de atrocidades a los ojos de la Iglesia Católica —la confiscación de algunos territorios eclesiásticos, entre otras cosas— y habían desafiado la autoridad del Emperador. 
Quizá en gran medida desde la perspectiva estratégica del rey español, la Liga se había aliado con los franceses, y sus esfuerzos en Alemania para debilitar la Liga habían sido desairados. La derrota de Francisco en 1544 llevó a la anulación de la alianza con los protestantes, y Carlos aprovechó la oportunidad. Primero intentó el camino de la negociación en la Dieta de Worms de 1521 y el Concilio de Trento de 1545, pero el liderazgo protestante y el sentimiento de traición creado por la postura tomada por los católicos en el concilio llevaron a aquellos a la guerra, liderados por el elector Mauricio de Sajonia. Como respuesta, Carlos invadió Alemania al frente de un ejército compuesto por tropas españolas y flamencas, esperando restaurar la autoridad imperial. El emperador personalmente infligió una severa derrota militar a los protestantes en la histórica Batalla de Mühlberg en 1547, pero no llegó a tener consecuencias decisivas, pues en 1555 Carlos tuvo que firmar con los estados protestantes la Paz de Augsburgo, que restauraba la estabilidad en Alemania a través del principio cuius regio, eius religio; es decir, el reconocimiento de la libertad religiosa en la práctica para los príncipes alemanes protestantes del norte. La implicación de Carlos en Alemania establecería un rol para España como protectora de la causa católica de los Habsburgo en el Sacro Imperio Romano Germánico; el precedente sentado entonces llevaría siete décadas más tarde a la participación en las guerra de los Treinta Años que acabarían finalmente con el estatus de España como una de las potencias líderes de Europa.
En 1526, Carlos se casó con la infanta Isabel, hermana de Juan III de Portugal. En 1556, Carlos abdicó de sus posesiones, pasando su Imperio español a su único hijo superviviente, Felipe II de España, y el Sacro Imperio Romano Germánico a su hermano, Fernando. Carlos se retiró al monasterio de Yuste (Extremadura, España), donde se piensa que tuvo una crisis nerviosa[cita requerida], y murió en 1558.

### De San Quintín a Lepanto (1556-1571)

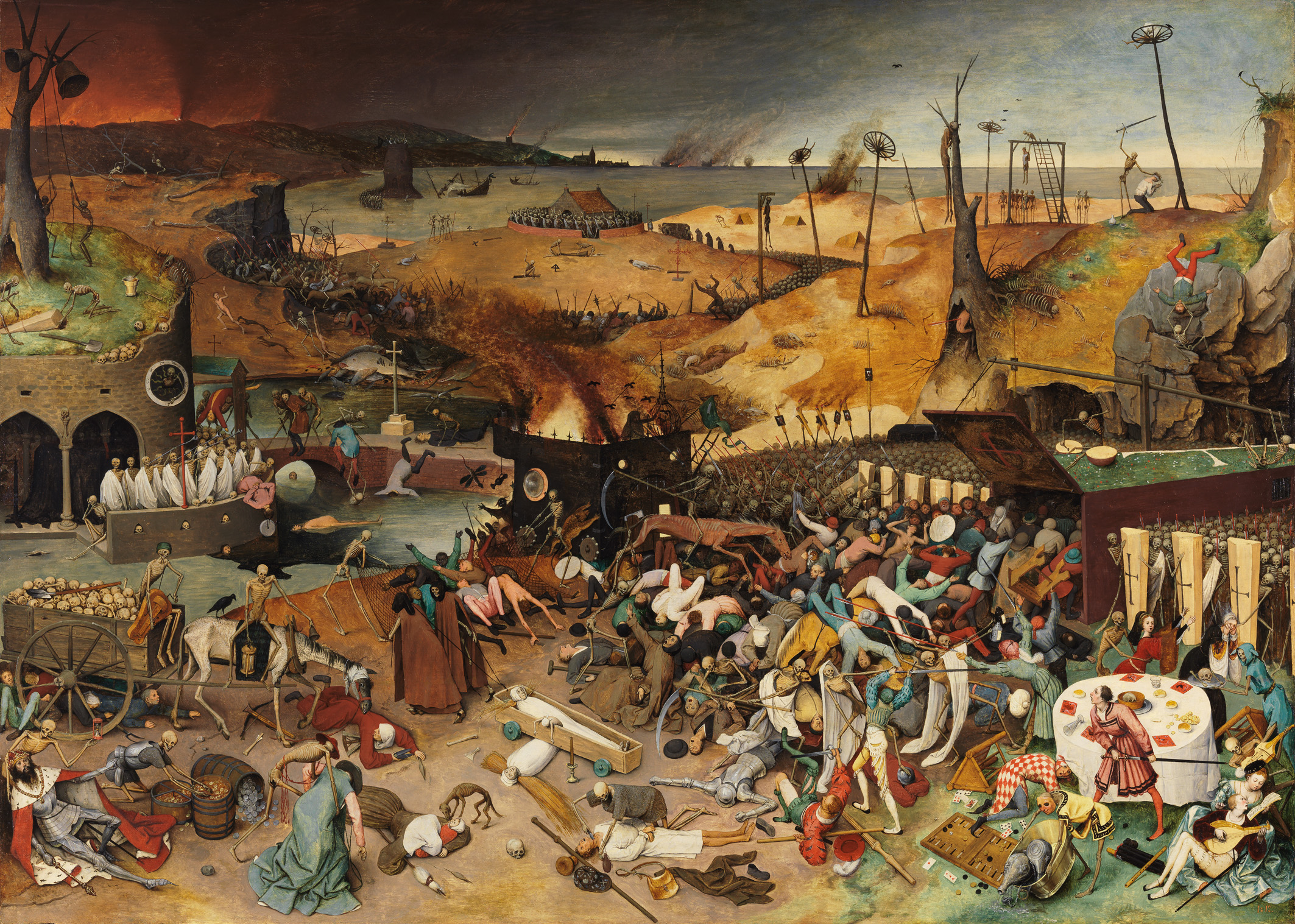
El triunfo de la Muerte (c. 1562), por Pieter Brueghel el Viejo, refleja el tratamiento severo que las Diecisiete Provincias recibieron en el.

Europa aún no estaba en paz, ya que el agresivo Enrique II de Francia llegó al trono en 1547 e inmediatamente renovó el conflicto armado. El sucesor de Carlos, Felipe II, consiguió aplastar al ejército francés en la Batalla de San Quintín en Picardía en 1557 y derrotar a Enrique de nuevo en la Batalla de Gravelinas el año siguiente. La Paz de Cateau-Cambrésis, firmada en 1559, reconoció definitivamente las reivindicaciones de España en Italia. En las celebraciones posteriores al tratado, Enrique murió por una astilla desviada de una lanza. Durante los siguientes treinta años Francia fue azotada por guerras civiles y desórdenes internos (véase Guerras de religión de Francia) y fue incapaz de competir eficazmente con España y los Habsburgo en la lucha por el poder europeo. Liberado de cualquier oposición francesa seria, España presenció el apogeo de su poder y expansión territorial en el periodo 1559-1643.
Según un extendido punto de vista, que a veces era expresado por los diputados castellanos en las Cortes, Carlos y sus sucesores, en vez de centrar sus esfuerzos en Castilla, el corazón de su Imperio, intentando una unificación de los territorios españoles con una perspectiva centralista, la consideraron solo como otra parte de su imperio. En eso la monarquía autoritaria de los Habsburgo difería de la orientación absolutista o precozmente nacionalista de otras potencias europeas (Francia, Inglaterra o los Países Bajos), siendo debatido por la historiografía su condición moderna (el Estado nación) o más bien continuadora de ideales y entidades medievales de vocación universal (Papado e Imperio). Conseguir los objetivos políticos de la dinastía –que ante todo significó debilitar el poder de Francia, mantener la hegemonía Católica Habsburga en Alemania, y contener al Imperio Otomano– fue más importante para los gobernantes Habsburgo que la protección de España. Este énfasis, que se explicitó en la frase atribuida a Felipe II: Antes preferiría perder mis Estados y cien vidas que tuviese que reinar sobre herejes, contribuiría decisivamente al declive del poder imperial español.
El Imperio español había crecido sustancialmente desde los días de Fernando e Isabel. Los imperios azteca e inca fueron conquistados durante el reinado de Carlos, de 1519 a 1521 y de 1540 a 1558, respectivamente. Se establecieron asentamientos españoles en el Nuevo Mundo: Florida fue colonizada en los años 1560, Buenos Aires fue asentada en 1536 y Nueva Granada (actualmente Colombia) fue colonizada en los años 1530. Manila, en las Filipinas, fue asentada en 1572. El Imperio español en el extranjero se convirtió en el origen de la riqueza y poder español en Europa, pero contribuyó también a la inflación. En vez de impulsar la economía española, la plata americana hizo a España dependiente de los recursos extranjeros de materias primas y bienes manufacturados. Las transformaciones económicas y sociales que orientaban a Europa Noroccidental en la transición del feudalismo al capitalismo no tuvieron el mismo ritmo en España -ni en la Europa Central y Meridional-.

La Batalla de Lepanto (1571) marcó el final de la expansión del Imperio otomano en el Mediterráneo.

Después de la victoria de España sobre Francia en 1559 y el inicio de las guerras religiosas de Francia, las ambiciones de Felipe crecieron. El Imperio otomano había amenazado desde hacía tiempo los límites de los dominios de los Habsburgo en Austria y el Noroeste de África, y como respuesta Fernando e Isabel habían enviado expediciones al norte de África, capturando Melilla en 1497 y Orán en 1509. Carlos prefirió combatir a los otomanos a través de una estrategia considerablemente más marítima, obstaculizando los desembarcos otomanos en los territorios venecianos en el Este del Mediterráneo. Solo en respuesta al hostigamiento contra las costas mediterráneas españolas, Carlos lideró personalmente los ataques contra los asentamientos en el Norte de África, como en la Jornada de Túnez en 1535 y la Jornada de Argel en 1541. En 1565, los españoles derrotaron un desembarco otomano en la estratégicamente vital isla de Malta, defendida por los Caballeros de San Juan. La muerte de Solimán el Magnífico el año siguiente y su sucesión por el menos capacitado Selim II envalentonó a Felipe, que decidió llevar la guerra a las tierras otomanas. En 1571, una expedición naval mixta (con Génova, Venecia y el Papado) liderada por el hijo ilegítimo de Carlos, Juan de Austria, aniquiló la flota otomana en la Batalla de Lepanto, una de las más célebres de la historia naval. El éxito cristiano, sin comprometer la hegemonía naval otomana en el Mediterráneo Oriental, sí consiguió aliviar la presión sobre el Occidental, manteniéndose el statu quo durante los siglos siguientes.

### El rey agitado (1571-1598)

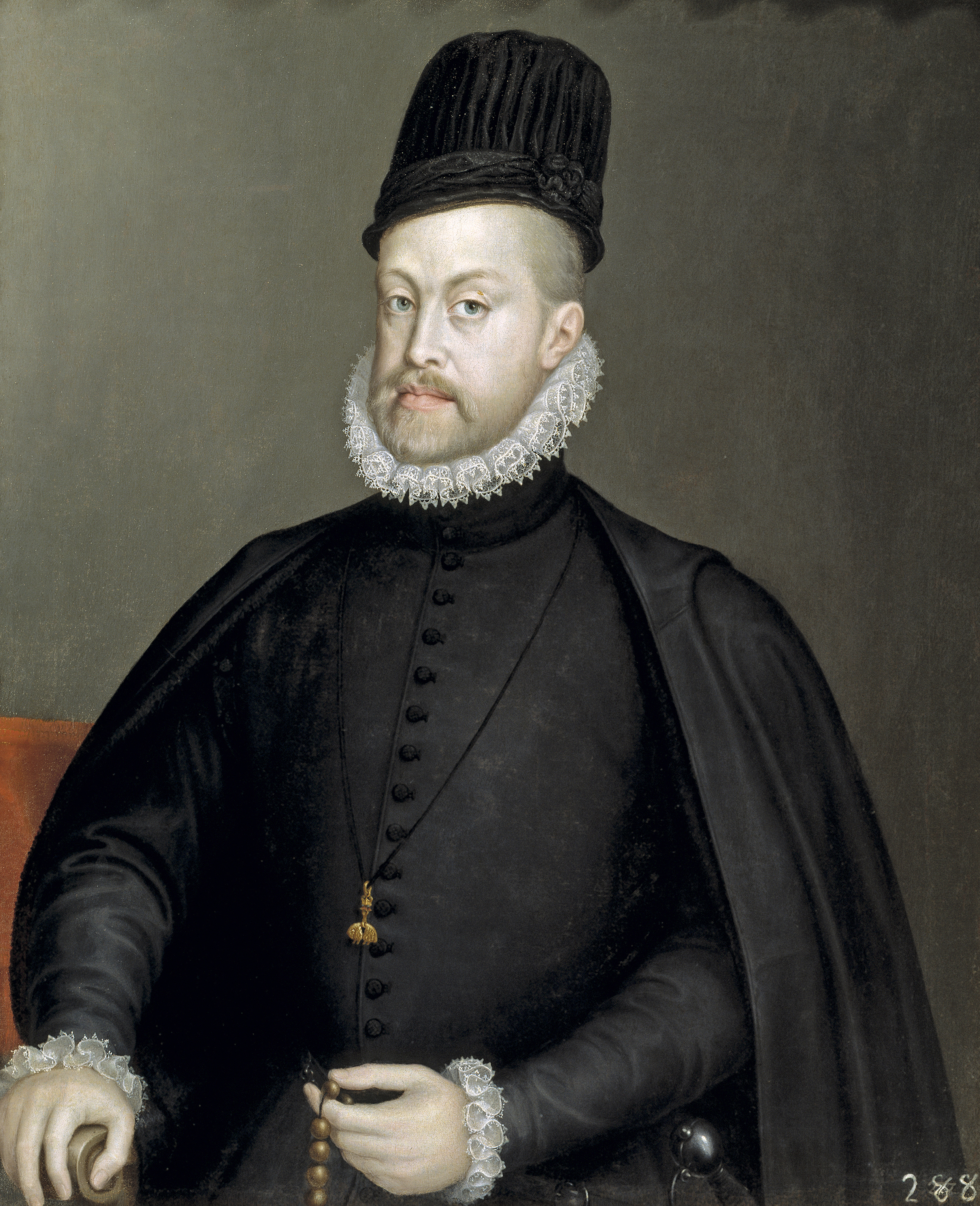
Retrato de Felipe II de España obra de Sofonisba Anguissola (antes atribuida a Sánchez Coello).

El tiempo de júbilo en Madrid fue efímero. En 1566, disturbios liderados por calvinistas en los Países Bajos Españoles (aproximadamente equivalentes a los actuales Países Bajos y Bélgica, heredados por Felipe de la mano de Carlos y sus antepasados borgoñones) provocaron que el Duque de Alba dirigiera una expedición militar para restaurar el orden con una enérgica represión. En 1568, Guillermo de Orange encabezó una sublevación armada contra Alba, al tiempo que inicia la guerra propagandística antiespañola conocida como "Leyenda Negra". Fue el inicio de la guerra de los Ochenta Años que, con el tiempo, dividió el territorio entre un norte mayoritariamente protestante que obtuvo la independencia (las Provincias Unidas encabezadas por Holanda), y un sur católico que permaneció bajo control español (la actual Bélgica).
Desde la Baja Edad Media existía una fuerte conexión económica entre Flandes y los intereses laneros de la aristocracia y los comerciantes castellanos, particularmente con el vital puerto de Amberes, que se habían intensificado con la explotación colonial de América. En 1572, una banda de rebeldes corsarios holandeses conocidos como los watergeuzen ("Mendigos de mar") tomaron varios pueblos costeros holandeses, cortando la salida al mar de Amberes y los territorios del norte, en apoyo de Guillermo. 

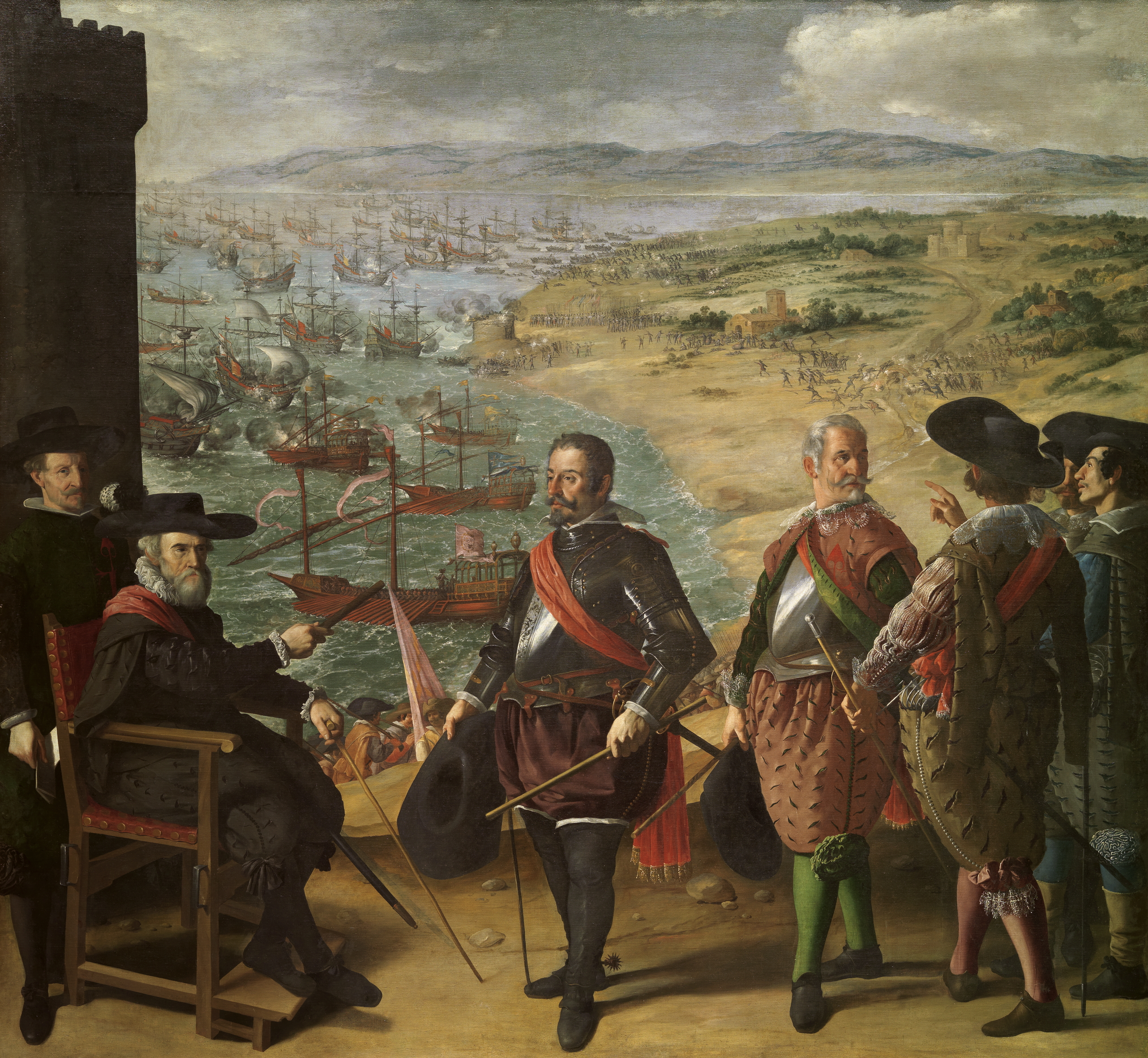
La defensa de Cádiz, por Zurbarán.

Para España, la guerra fue un verdadero desastre. En 1574, el ejército español al mando de Luis de Requesens fue repelido en el asedio de Leiden después de que los holandeses destruyeran los diques que contenían el Mar del Norte, inundando el territorio e impidiendo las maniobras militares. En 1576, a la vista de la imposibilidad de sostener los costes de su ejército de ocupación de los Países Bajos de 80.000 hombres y los de la enorme flota vencedora de Lepanto, Felipe tuvo que aceptar la quiebra. El ejército en los Países Bajos se amotinó no mucho después, saqueando Amberes y el Sur de los Países Bajos, impulsando a varias ciudades de las anteriormente pacíficas provincias del Sur a unirse a la rebelión. Los españoles escogieron el camino de la negociación y pacificaron la mayoría de las provincias del Sur de nuevo con la Unión de Arras en 1579.
El acuerdo de Arras requirió que todas las tropas españolas abandonaran estas tierras. En 1580, esta circunstancia le dio al rey Felipe la oportunidad de consolidar su posición hegemónica en Europa, cuando el último miembro masculino de la familia real portuguesa, el Cardenal Enrique de Portugal, murió. Felipe reclamó sus derechos sucesorios al trono portugués y en junio envió un ejército a Lisboa al mando del Duque de Alba para asegurarlos. Los territorios castellanos y portugueses en ultramar pusieron en las manos de Felipe la casi totalidad del Nuevo Mundo explorado junto a un vasto imperio comercial en África y Asia.

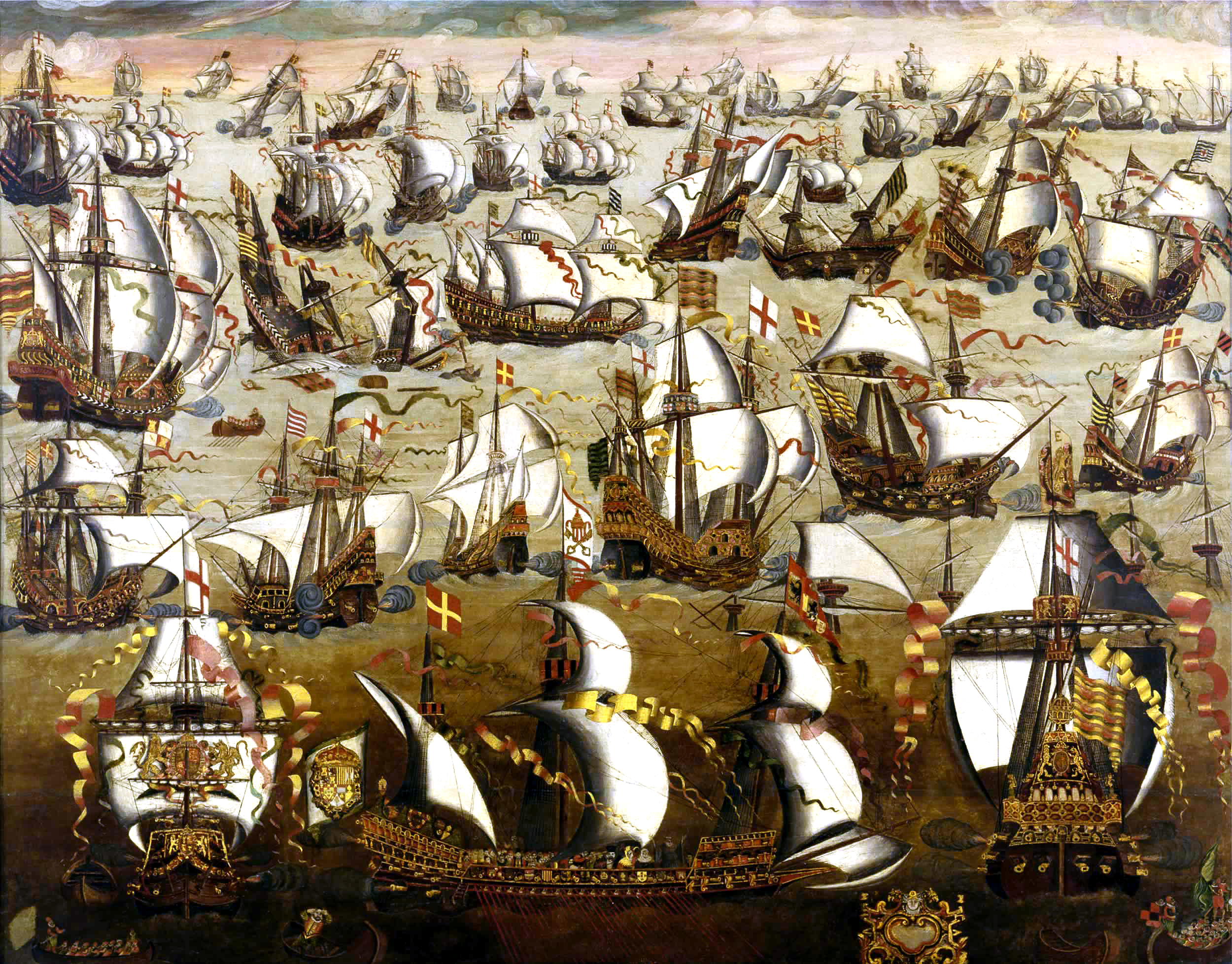
La Armada Invencible (1588).

Mantener Portugal bajo control requirió una amplia fuerza de ocupación y España estaba todavía recuperándose de la quiebra de 1576. En 1584 Guillermo de Orange fue asesinado por un fanático católico. La muerte del popular líder de la resistencia holandesa (cuya cabeza había sido puesta a precio por Felipe II) se esperaba que traería el fin de la guerra, pero no lo hizo. En 1586, la reina Isabel I de Inglaterra, apoyó la causa protestante en los Países Bajos y Francia, y Sir Francis Drake hostigaba los intereses comerciales españoles en el Caribe y el Océano Pacífico, junto con un ataque particularmente agresivo al puerto de Cádiz. En 1588, esperando acabar con la intromisión de Isabel, Felipe envió la Armada Invencible a atacar Inglaterra. De los 130 barcos enviados en la misión, solo la mitad regresaron a España sin incidentes, y unos 20.000 hombres perecieron. Algunas fueron víctimas de los barcos ingleses, pero la mayoría lo fueron del duro tiempo encontrado durante su viaje de regreso. El desastroso resultado, consecuencia de una combinación del tiempo desfavorable y de la suerte y eficacia de la flota inglesa de Lord Howard de Effingham, provocó una completa revisión y reparación de los barcos de la armada española, las armas y las tácticas. Los ataques ingleses fueron respondidos, y gracias a un errado contraataque inglés (Armada Inglesa) el poder naval español recuperó rápidamente la posición preeminente que mantuvo durante otro medio siglo. España también proporcionó ayuda a una durísima guerra irlandesa que vació a Inglaterra de recursos y donde también resultaron asaltados los pueblos costeros ingleses. No obstante, ahora la Casa de Austria tenía otra vez un enemigo con quien competir, forzando a España a mantener una armada todavía más fuerte y cara, además de los enormes gastos de los ejércitos en sus muchos territorios dispersos.
España se había implicado en la guerra religiosa de Francia después de la muerte de Enrique II. En 1589, Enrique III, el último del linaje Valois, murió en las murallas de París. Su sucesor, Enrique IV de Navarra, el primer rey de Francia Borbón, fue un hombre de gran capacidad, que obtuvo victorias clave contra la Liga Católica en Arques (1589) e Ivry (1590). Decididos a evitar que Enrique se convirtiera en rey de Francia, los españoles dividieron su ejército en los Países Bajos e invadieron Francia en 1590.

### «Dios es español» (1596-1626)
Afrontando las guerras contra Inglaterra, Francia y los Países Bajos, cada una dirigida por líderes extraordinariamente capaces, la ya agotada España estaba desbordada. Luchando continuamente contra la piratería que dificultaba su tráfico marítimo en el Atlántico aunque no interrumpía sus vitales envíos de oro desde el Nuevo Mundo (solo fue capturado uno de los convoyes, el de 1628, por el holandés Piet Hein), la Real Hacienda se vio forzada a admitir la quiebra de nuevo en 1596. Los españoles intentaron liberarse de varios conflictos en los que estaban involucrados, primero firmando la Paz de Vervins con Francia en 1598, reconociendo a Enrique IV (convertido al catolicismo desde 1593) como rey de Francia y restaurando muchas de las estipulaciones de la anterior Paz de Cateau-Cambrésis. Un tratado con Inglaterra fue acordado en 1604, después de la ascensión del más tratable rey estuardo Jacobo I.
La paz con Inglaterra y Francia significó que España podría centrar sus energías en restaurar su gobierno de las provincias holandesas. Los holandeses, liderados por Mauricio de Nassau, el hijo de Guillermo de Orange y quizá el mejor estratega de su tiempo, tuvieron éxito en tomar varias ciudades de la frontera desde 1590, incluyendo la fortaleza de Breda. Después de la paz con Inglaterra, el nuevo comandante español Ambrosio Spinola presionó duramente a los holandeses. Spinola, un general de capacidad similar a Mauricio, no pudo conquistar los Países Bajos, entre otras cosas por la repetición de una nueva quiebra en 1607. En un ejercicio de realismo adecuado al temperamento del rey Felipe III y su valido el duque de Lerma, se firmó en 1609 la Tregua de los Doce Años entre España y las Provincias Unidas de los Países Bajos, periodo conocido como Pax Hispánica.
España no consiguió grandes ventajas de la tregua, las finanzas siguieron en desorden y el imperio colonial siguió sufriendo ataques cada vez más humillantes, en beneficio sobre todo de Holanda. En los Países Bajos, el gobierno de la hija de Felipe II, Isabel Clara Eugenia y su marido, el archiduque Alberto, restauró la estabilidad en los Países Bajos del Sur y amortiguó los sentimientos antiespañoles en el área. El sucesor de Felipe II, Felipe III, fue un hombre de capacidad limitada no interesado en política, que prefería permitir que otros se encargaran de los detalles. Su valido, Lerma, atento sobre todo a lo que tocaba a sus intereses particulares, logró dar la vuelta a los libros de cuentas españoles y hacerse uno de los hombres más ricos de Europa con una fortuna de unos 44 millones de táleros. El éxito personal de Lerma le acarreó enemigos y alegaciones bien fundadas de corrupción, que llevaron al cadalso a su hombre de confianza, Rodrigo Calderón. En 1618 es sustituido por su hijo el duque de Uceda, en lo que puede considerarse como una transición, pues alcanzó el poder apoyado por el bando nobiliario rival a su propio padre. No será hasta 1621, con la llegada del nuevo rey, Felipe IV, que los Sandoval fueran sustituidos en el puesto de máxima confianza por los Zúñiga (primero Baltasar de Zúñiga y luego el conde duque de Olivares). Mientras que los validos de Felipe III se habían desinteresado por los asuntos de Austria, su aliado dinástico; Zúñiga era un veterano embajador de Viena y creyó que la clave para contener a los resurgentes franceses y eliminar a los holandeses era una alianza más cercana con los Habsburgo.

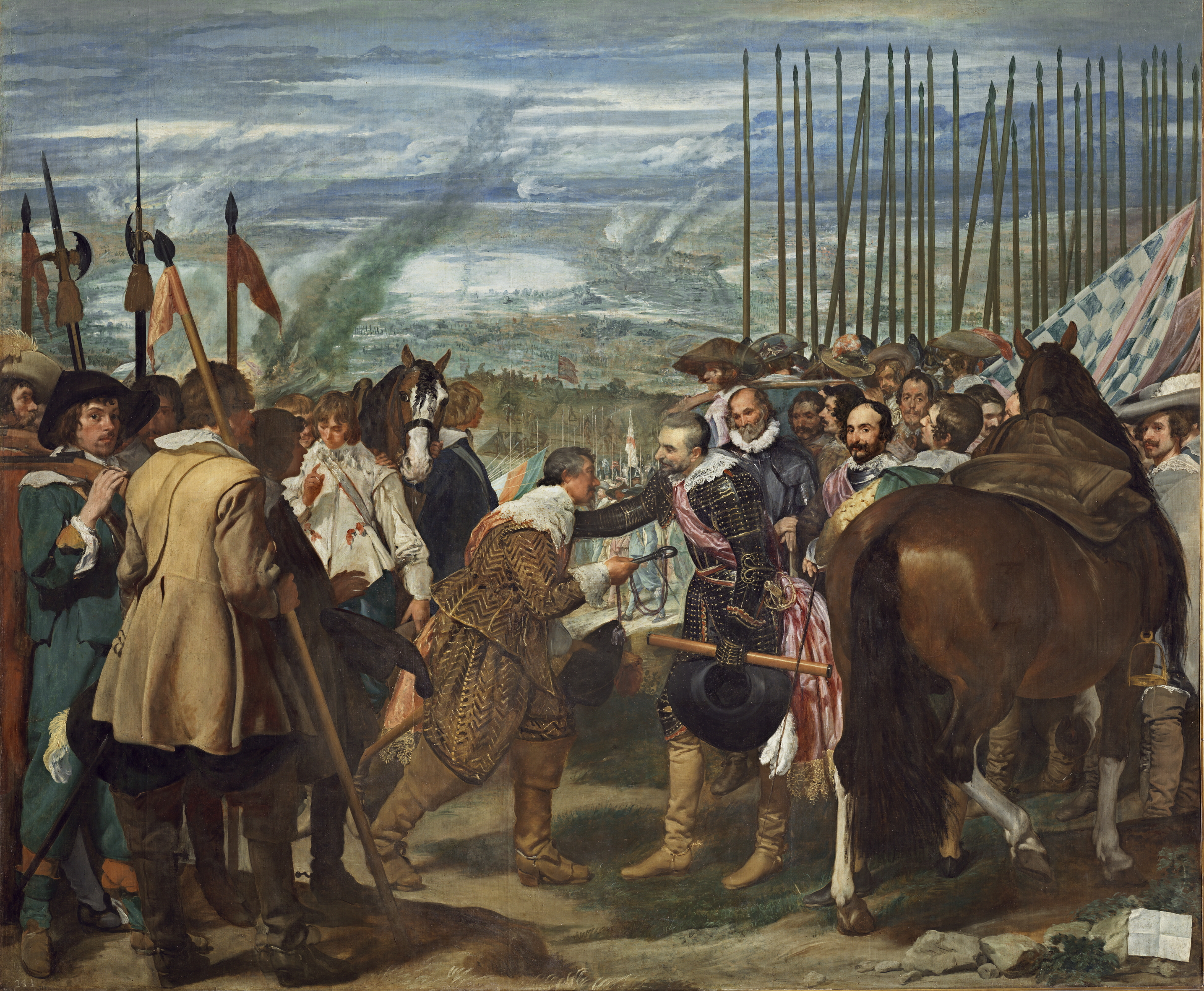
La rendición de Breda (1625) de Ambrosio Spinola, por Velázquez. No se representa el triunfalismo habitual de la victoria.

En 1618, tras las defenestraciones de Praga, Austria y el Emperador del Sacro Imperio Romano, Fernando II, se embarcaron en una campaña contra la Unión Protestante y Bohemia. El nuevo rey y sus validos eran considerablemente más activos que Felipe III, pero incluso durante los últimos años de este, Zúñiga, que ya gozaba de una posición elevada en la corte, había conseguido el apoyo a los Habsburgo austríacos en la guerra, y Ambrosio Spinola, la creciente estrella del ejército español, fue enviado como el jefe del Ejército de Flandes para intervenir, invadiendo el Palatinado. Así, España entró en la guerra de los Treinta Años. A la muerte de Zúñiga en 1622, este fue reemplazado por su sobrino Gaspar de Guzmán y Pimentel, conde-duque de Olivares, un hombre capacitado que creía que el centro de todas las tragedias de España se encontraba en Holanda. Después de ciertos contratiempos iniciales, los bohemios fueron derrotados en la batalla de la Montaña Blanca en 1621, y de nuevo en Stadtlohn en 1623. Mientras estuvo en vigor la tregua de los doce años, España estaba en paz con los Países Bajos protestantes, pero la tregua, que expiraba en 1621, no se renovó, añadiendo otro frente de conflicto. Spinola tomó la fortaleza de Breda en 1625. La intervención del rey danés Cristián IV en la guerra aumentó las preocupaciones (Cristián era uno de los pocos monarcas de Europa que no tenía problemas con sus finanzas) pero la victoria del general imperial Albrecht von Wallenstein sobre los daneses en Dessau y de nuevo en Lutter, ambas en 1626, eliminó la amenaza. Hubo esperanza en Madrid de que los Países Bajos podían ser finalmente reincorporados dentro del Imperio, y después de la derrota de Dinamarca los protestantes en Alemania parecían apagados. Francia se vio envuelta de nuevo en sus propias inestabilidades (el famoso asedio de La Rochelle comenzó en 1627), y la preeminencia de España parecía irrefutable. El conde-duque de Olivares estridentemente afirmó "Dios es español y combate con nuestra nación estos días” (Brown and Elliott, 1980, p. 190) y muchos de los adversarios de España habrían estado de acuerdo a regañadientes.

### El camino hacia Rocroi (1626-1643)

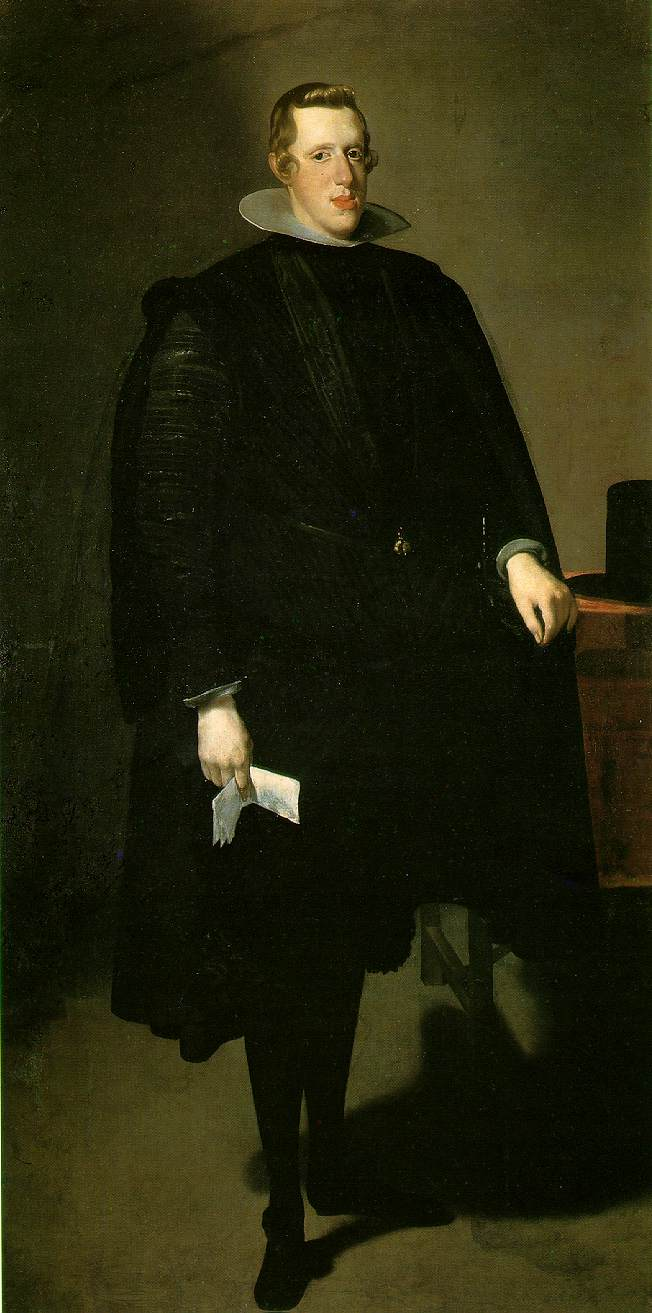
El rey Felipe IV de España (r. 1621-1665) por Velázquez.

Olivares fue un hombre desgraciadamente fuera de tiempo; se dio cuenta de que España necesitaba reformarse, y para reformarse necesitaba paz. La destrucción de las Provincias Unidas de los Países Bajos fue añadida a su lista de necesidades porque detrás de cada coalición anti-Habsburgo había dinero holandés: los banqueros holandeses respaldaban los comerciantes de India Oriental de Sevilla, y en todas partes del mundo los emprendedores y colonizadores holandeses debilitaban las hegemonías española y portuguesa. Spinola y el ejército español se centraron en los Países Bajos, y la guerra parecía ir a favor de España.
En 1627, la economía castellana se desplomó. Los españoles habían estado devaluando su moneda para pagar la guerra y los precios estallaron en España de la misma manera que lo hicieron los años anteriores en Austria. Hasta 1631, partes de Castilla funcionaban en una economía de trueque como resultado de la crisis monetaria, y el gobierno era incapaz de recaudar cualquier impuesto significativo del campesinado, dependiendo en cambio de sus colonias (Flota de Indias). Los ejércitos españoles en Alemania se reordenaron para "pagarse entre ellos" en la tierra. Olivares, que había apoyado ciertas medidas en los impuestos de España pendientes de la conclusión de la guerra, fue además culpado por una embarazosa e infructuosa guerra en Italia (véase Guerra de Sucesión de Mantua). Los holandeses, que durante la Tregua de los Doce Años habían hecho de su armada una prioridad, devastaron el comercio marítimo español y especialmente el portugués, del cual España era completamente dependiente después del desplome económico. Los españoles, con los recursos esparcidos, eran cada vez más incapaces de lidiar con las rápidamente crecientes amenazas navales.
En 1630, Gustavo Adolfo de Suecia, uno de los más capaces comandantes del momento, desembarcó en Alemania y liberó el puerto de Stralsund que era la última fortaleza en el continente controlada por fuerzas alemanas contrarias al Emperador. Gustavo entonces marchó hacia el Sur obteniendo victorias notables en Breitenfeld y Lützen, atrayendo más respaldo de la causa protestante a medida que avanzaba. La situación para los católicos mejoró con la muerte de Gustavo en Lützen en 1632 y una impresionante victoria de las fuerzas imperiales bajo el Cardenal-Infante Fernando y Fernando II de Hungría en la batalla de Nördlingen en 1634. Desde una posición de fuerza, el Emperador se acercó a los estados alemanes cansados de la guerra con una paz en 1635; muchos aceptaron, incluidos los dos más poderosos, Brandeburgo y Sajonia.
El Cardenal Richelieu había sido un fuerte partidario de los holandeses y los protestantes desde el inicio de la guerra, enviando fondos y material en un intento de detener la fuerza de los Habsburgo en Europa. Richelieu decidió que la recién firmada Paz de Praga era contraria a los intereses franceses y declaró la guerra al emperador del Sacro Imperio Romano y a España pocos meses después de haberse firmado la paz. Las más experimentadas fuerzas españolas se anotaron éxitos iniciales; Olivares ordernó una campaña relámpago en el Norte de Francia desde los Países Bajos Españoles, esperando destrozar la firmeza de los ministros del rey Luis XIII y derrocar a Richelieu antes de que la guerra agotara las finanzas españolas y de que los recursos militares de Francia pudieran ser completamente desplegados. En el "année de Corbie", 1636, las fuerzas españolas avanzaron al Sur hasta Amiens y Corbie, amenazando París y terminando la guerra en sus cercanías. 

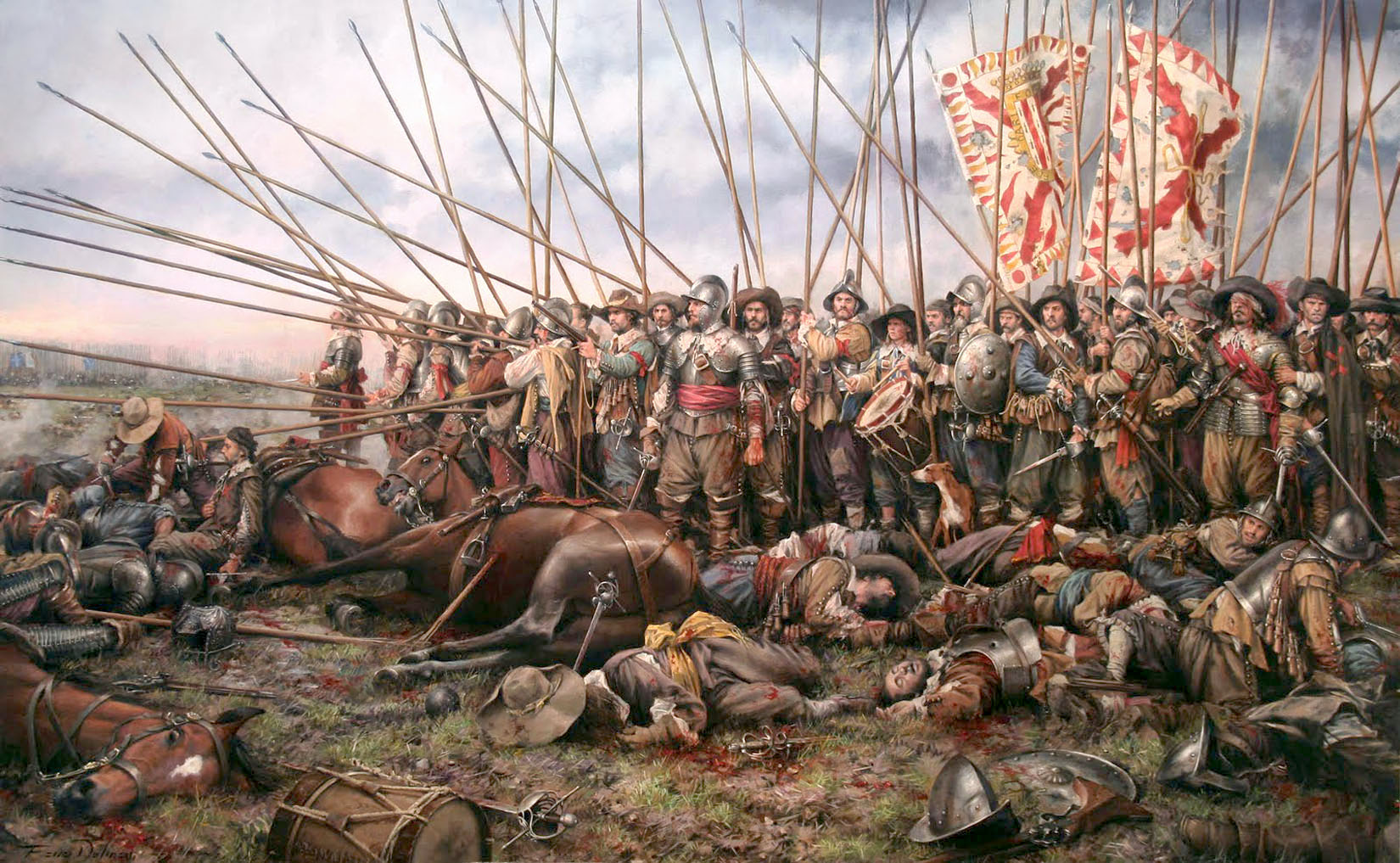
Rocroi, el último tercio, por Augusto Ferrer-Dalmau (2011). La Batalla de Rocroi (1643) es el principio del fin simbólico de España como la gran potencia dominante.

Después de 1636, no obstante, Olivares, temeroso de poder provocar otra desastrosa quiebra, paró el avance. El ejército español nunca penetraría de nuevo. Así, los franceses ganaron tiempo para movilizarse correctamente. En la batalla de las Dunas en 1639 una flota española fue destruida por la armada holandesa, y los españoles se encontraron incapaces de reforzar y proveer adecuadamente a sus fuerzas en los Países Bajos. El Ejército de Flandes español, que representó lo mejor de los soldados y líderes españoles, se enfrentó a una invasión francesa liderada por Luis II de Borbón, príncipe de Condé en los Países Bajos Españoles en Rocroi en 1643. Los españoles, liderados por Francisco de Melo, fueron devastados, con la mayoría de la infantería española masacrada o capturada por la caballería francesa. La buena reputación del Ejército de Flandes fue rota en Rocroi, y con ella, el esplendor de España.

### El fin de la Casa de Austria (1643-1700)

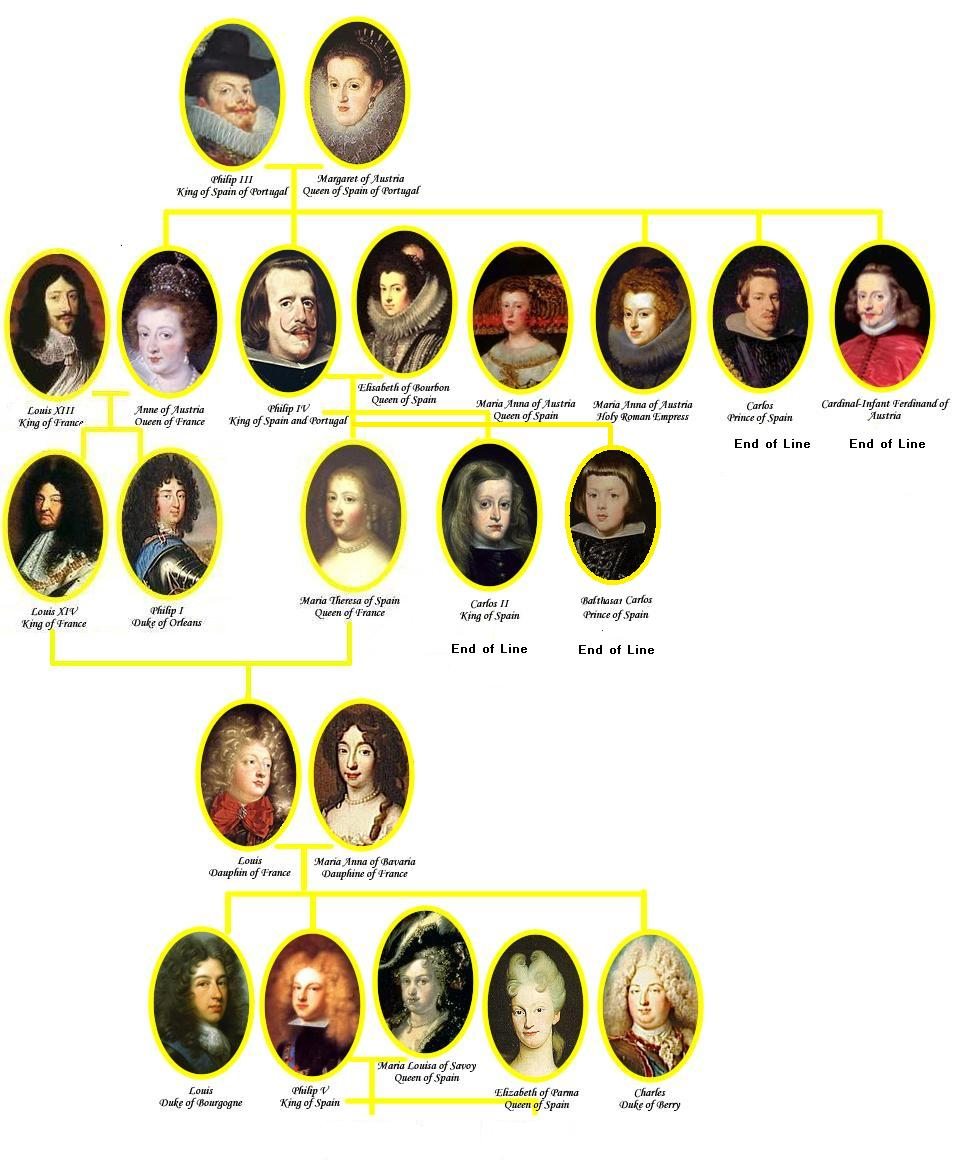
Árbol genealógico de la Casa de Austria y su relación con los Borbones.

Apoyados por los franceses, los catalanes, napolitanos y portugueses se levantaron en revuelta contra el monarca español en los años 1640. Con los Países Bajos Españoles efectivamente perdidos después de la batalla de Lens en 1648, los españoles hicieron las paces con los holandeses y reconocieron la independencia de las Provincias Unidas en la Paz de Westfalia que acabó tanto la guerra de los Ochenta Años como la guerra de los Treinta Años.
La guerra con Francia continuó durante once años más. Aunque Francia sufrió una guerra civil en 1648-1652 (véase Guerras de la Fronda) la economía española estaba tan agotada que fueron incapaces de sacar provecho de la inestabilidad francesa. Nápoles fue tomada de nuevo en 1648 y Cataluña en 1652, pero la guerra llegó efectivamente a su final en la batalla de las Dunas donde el ejército francés bajo el vizconde de Turenne derrotó los restos del ejército español en los Países Bajos. España aceptó la Paz de los Pirineos en 1659, en la que cedió a Francia el Rosellón, Conflent, Vallespir y parte de la Cerdaña, Foix, Artois, parte de Lorena y otras plazas europeas.
Portugal se había rebelado en 1640 bajo el liderazgo de Juan IV, pretendiente al trono de la dinastía de Braganza, en lo que se conoce como la Guerra de Restauración. Recibió un apoyo generalizado de los portugueses, y los españoles – que tenían que ocuparse de las rebeliones en otros lugares y de la guerra contra Francia – fueron incapaces de responder. Los españoles y portugueses vivieron en un estado de paz de facto de 1644 a 1657. Cuando Juan IV murió en 1657, los españoles intentaron arrancar Portugal de su hijo Alfonso VI, pero fueron derrotados en Ameixial (1663) y Montes Claros (1665), conduciendo al reconocimiento de España de la independencia portuguesa en 1668.

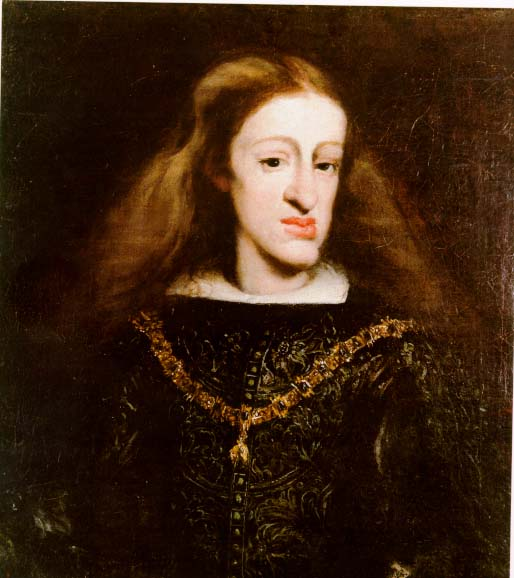
Carlos II, el último Habsburgo rey de España (r. 1665-1700).

Felipe IV, que había visto durante el transcurso de su vida la devastación del imperio de España, cayó lentamente en una depresión después de tener que despedir a su cortesano favorito, Olivares, en 1643. Se entristeció todavía más después de la muerte de su hijo Baltasar Carlos en 1646 a la pronta edad de diecisiete años. Felipe fue cada vez más místico cerca del final de su vida, y en última instancia intentó enmendar algunos de los daños que había hecho a su país. Murió en 1665 antes de que nada pudiera ser cambiado, esperando que su hijo podría ser de alguna manera más afortunado. Carlos, su único hijo superviviente, era gravemente deforme y retrasado mental, y permaneció bajo la influencia de su madre durante toda su vida. Luchando contra sus deformidades, las expectativas y las burlas de su familia y la corte, Carlos llevó una desgraciada existencia, lo que le supuso llevar el mote de "el hechizado". 
Carlos y su regencia fueron incompetentes en ocuparse de la Guerra de Devolución que Luis XIV de Francia llevó adelante contra los Países Bajos Españoles en 1667-1668, perdiendo considerable prestigio y territorio, incluyendo las ciudades de Lille y Charleroi. En la guerra de los Nueve Años Luis de nuevo invadió los Países Bajos Españoles. Las fuerzas francesas lideradas por el duque de Luxemburgo derrotaron a los españoles en Fleurus (1690), y posteriormente vencieron a las fuerzas holandesas bajo Guillermo III, que luchaban en el bando de España. La guerra acabó con la mayoría de los Países Bajos Españoles bajo ocupación francesa, incluyendo las importantes ciudades de Gante y Luxemburgo. La guerra mostró al mundo lo vulnerables y retrasadas que eran las defensas y burocracia españolas, aunque el ineficaz gobierno español no tomó ninguna acción para mejorarlas.
Las últimas décadas del siglo XVII vieron la decadencia y el estancamiento completo en España; mientras el resto de Europa pasó por apasionantes cambios en el gobierno y la sociedad - la Revolución Gloriosa en Inglaterra y el reinado del "Rey Sol" Luis XIV en Francia - España continuó a la deriva y cerrada en sí misma. La burocracia española que se había forjado alrededor del carismático, trabajador e inteligente Carlos I y Felipe II exigía un monarca sólido; la debilidad de Felipe III y IV llevó a la decadencia de España. Como sus deseos finales, el rey de España sin hijos deseó que el trono pasara al príncipe Borbón Felipe de Anjou, en vez de a un miembro de la familia que le había atormentado durante toda su vida. Carlos II murió en 1700, finalizando la línea de la Casa de Austria en el trono de España exactamente dos siglos después de que naciera Carlos I.

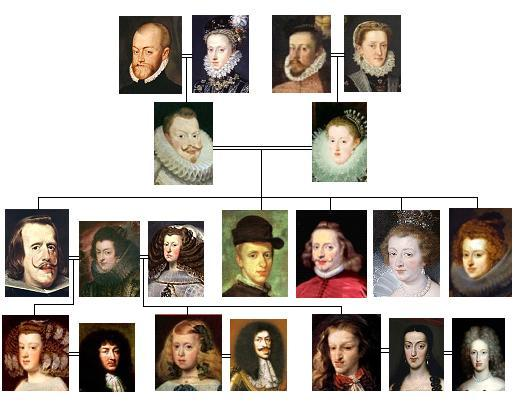
La familia de Carlos II, «el hechizado».

## La sociedad española y la Inquisición

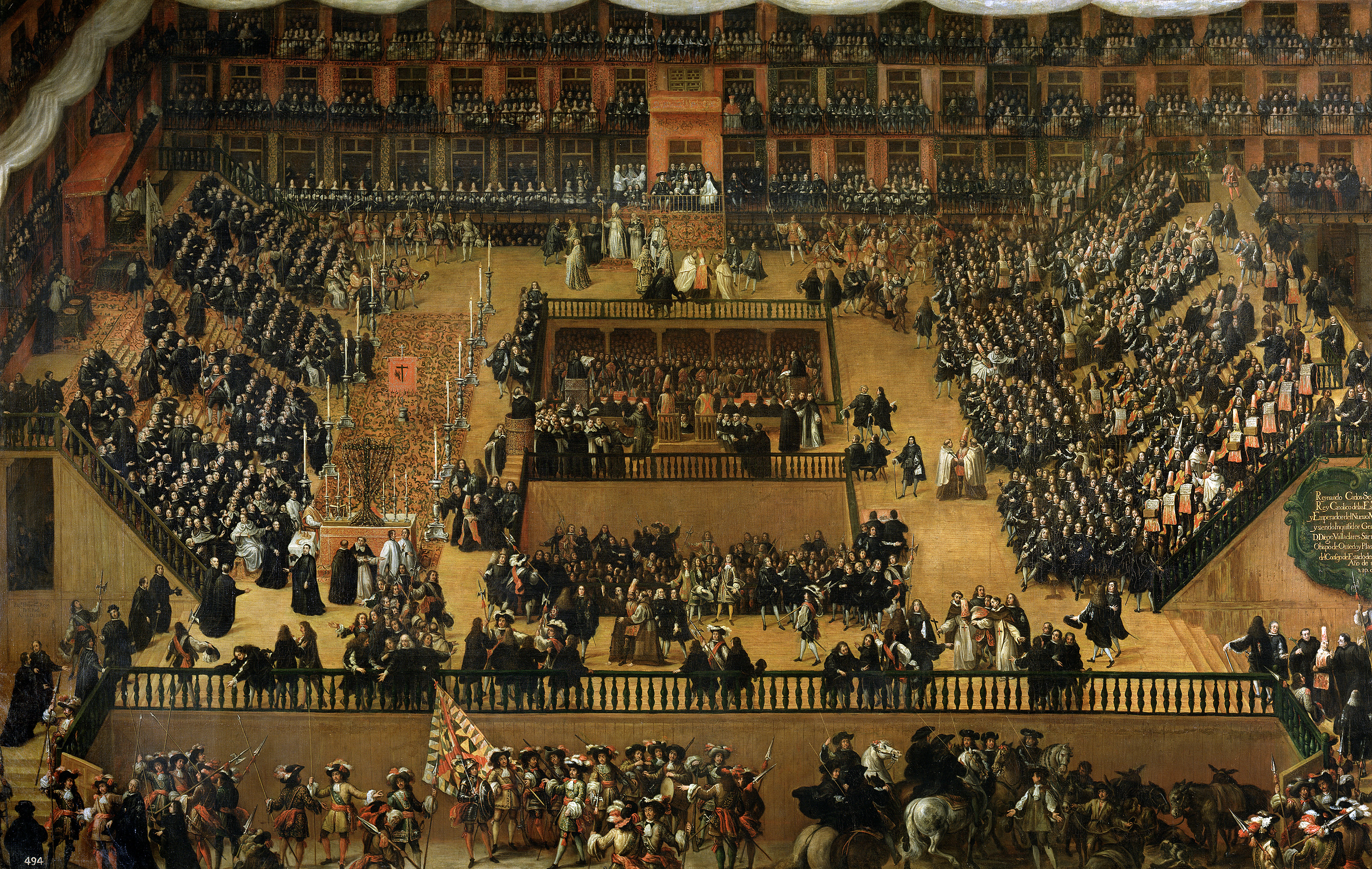
Auto de fe celebrado en la Plaza Mayor en 1680 en presencia de Carlos II. Óleo de Francisco Rizi conservado en el Museo del Prado.

La Inquisición española fue formalmente fundada durante el reinado de los Reyes Católicos, continuada por sus sucesores Habsburgos, y no terminó hasta el siglo XIX. Bajo Carlos I la inquisición se convirtió en un ministerio formal del gobierno español que adquirió un control propio a medida que avanzaba el siglo XVI. Carlos también aprobó los Estatutos de limpieza de sangre, una ley que impedía el acceso a muchas instituciones y cargos públicos a los que no eran cristianos viejos puros, sin sangre judía. Aunque la tortura era común en Europa, la manera cómo se practicaba en la Inquisición fomentó la corrupción y delación, y se convirtió en un factor coadyuvante de la decadencia española. Se convirtió en un método para enemigos, amigos celosos e incluso relaciones reñidas para usurpar influencia y propiedades. Una acusación, incluso si era en gran parte infundada, llevaba a un largo y angustioso proceso que podía durar años antes de llegar a un veredicto, y entre tanto la reputación y estima del acusado eran destruidas. El tristemente célebre auto de fe era un espectáculo social, en que se humillaba públicamente a los penitentes (el espectáculo dantesco de quema de los "relajados" en la hoguera se realizaba en "braseros", lugares apartados).
Si Carlos continuó la práctica de la Inquisición, Felipe II la expandió, e hizo de la ortodoxia religiosa un objetivo de la política pública. En 1559, tres años después de que Felipe llegara al poder, se prohibió a los estudiantes de España viajar al extranjero, los líderes de la Inquisición fueron puestos a cargo de la censura, y se impidió la importación de libros. Felipe intentó con vigor eliminar el protestantismo en España, participando en innumerables campañas para eliminar la literatura luterana y calvinista del país, esperando evitar el caos que ocurría en Francia.
La iglesia en España había sido purgada de muchos de sus excesos administrativos en el siglo XV por el Cardenal Cisneros, y la Inquisición sirvió para expurgar a muchos de los reformadores más radicales que intentaban cambiar la teología de la iglesia a como los reformadores protestantes querían. En cambio, España, recién salida de la Reconquista, se convirtió en la impulsora de la Contrarreforma. Se desarrollaron en España dos hilos únicos de pensamiento contrarreformista en las personas de la abulense Santa Teresa de Jesús y el vasco Ignacio de Loyola. Teresa defendía el monasticismo estricto y un restablecimiento de tradiciones más antiguas de penitencia. Experimentó un éxtasis místico que resultó profundamente influyente en la cultura y arte español. Ignacio de Loyola, fundador de la Compañía de Jesús, tuvo una influencia mundial en su énfasis en la excelencia espiritual y mental y contribuyó a un resurgimiento del conocimiento en Europa. En 1625, en un momento cumbre de prestigio y poder español, el Conde-Duque de Olivares estableció el Colegio Imperial jesuita en Madrid para preparar a los nobles españoles en las humanidades y las artes militares.

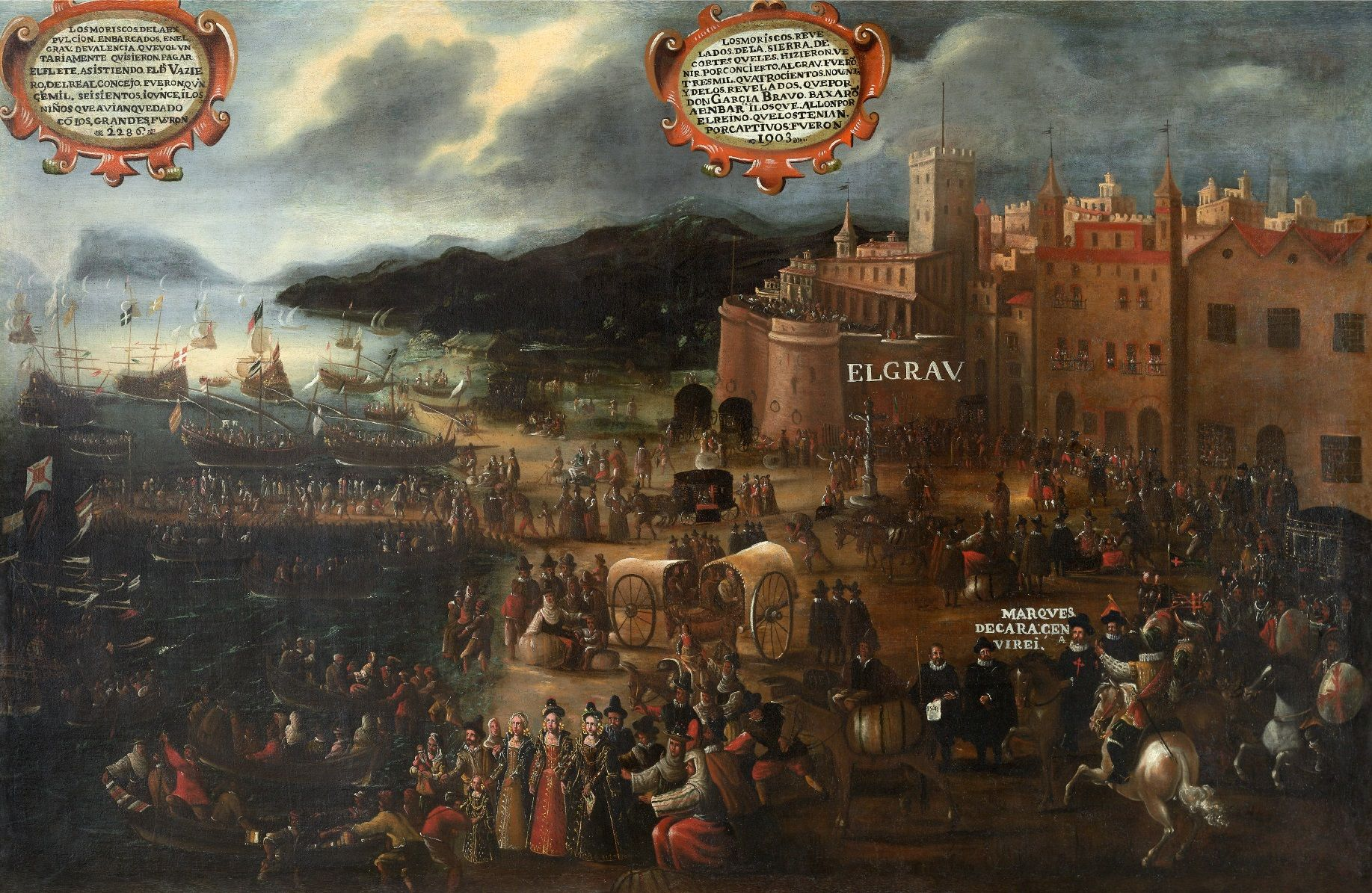
La expulsión de los Moriscos de Valencia, por Pere Oromig.

Los moriscos del sur de España habían sido convertidos a la fuerza al cristianismo en 1502, pero bajo el gobierno de Carlos I pudieron obtener un grado de tolerancia de sus gobernantes cristianos. Se les permitió practicar sus costumbres anteriores, indumentaria e idioma; y las leyes religiosas fueron laxamente impuestas. No obstante, en 1568, bajo Felipe II los moriscos se rebelaron (véase Rebelión de las Alpujarras) después de que se impusieran de nuevo las antiguas leyes. La revuelta solo pudo ser sofocada por tropas italianas bajo Don Juan de Austria, e incluso entonces los moriscos se retiraron a las zonas montañosas y no fueron derrotados hasta 1570. A la revuelta le siguió por un enorme programa de reasentamiento en donde 12.000 campesinos cristianos reemplazaron los moriscos. En 1609, aconsejado por el Duque de Lerma, Felipe III expulsó a los 300.000 moriscos de España.
La Ilustración criticó principalmente a los españoles por su excesivo celo religioso y su "pereza". Entre los miembros de la aristocracia, que gozaban de más seguridad en sus posiciones de poder (a diferencia de sus colegas en Francia e Inglaterra que eran cada vez más competitivos) podía aplicarse el argumento de la "pereza española". La expulsión de los trabajadores moriscos y judíos ciertamente hizo poco para ayudar a la economía y sociedad española que dependía de su trabajo y habilidad mucho más de lo que los cristianos creían.

## La burocracia española
Los españoles recibieron un enorme influjo de oro como botín desde las colonias en el Nuevo Mundo cuando éstas fueron conquistadas, mucho del cual Carlos lo usó para llevar adelante sus guerras en Europa. No fue hasta los años 1540 que grandes depósitos de plata fueron encontrados en Potosí y Guanajuato y una estable fuente de ingresos fue obtenida. Los españoles dejaron la minería a la iniciativa privada pero establecieron un impuesto conocido como el "quinto real" a través del cual una quinta parte del metal era recaudado por el gobierno. Los españoles tuvieron bastante éxito haciendo cumplir el impuesto en la totalidad de su vasto imperio en el Nuevo Mundo; todos los lingotes tuvieron que pasar a través de la Casa de Contratación de Sevilla, bajo la dirección del Consejo de Indias. El suministro de mercurio de Almadén, vital para extraer plata de la mena, fue controlado por el estado y contribuyó al rigor de la política de impuestos española.
Aunque las conquistas iniciales en las Américas proporcionaron marcados repuntes en importaciones de oro desde las colonias, no fue hasta los años 1550 cuando se convirtieron en una fuente habitual y vital de los ingresos de España. La inflación - tanto en España como en el resto de Europa - fue principalmente causada por la deuda; Carlos había llevado a cabo la mayoría de sus guerras a crédito, y en 1557, un año después de que abdicara, España se vio forzada en su primera quiebra.

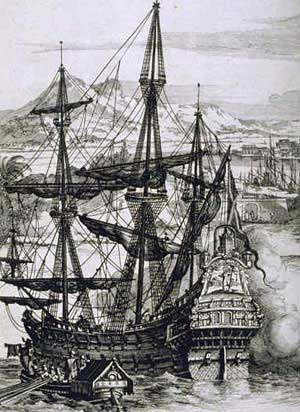
Un galeón español, el símbolo del imperio marítimo de España.

Afrontando la creciente amenaza de la piratería, en 1564 los españoles adoptaron un sistema escolta muy adelantado a su tiempo, con la salida de las flotas del tesoro de las Américas en abril y agosto. La política resultó eficiente, y tuvo bastante éxito. Solo dos convoyes fueron capturados; uno en 1628 que fue capturado por los holandeses, y otro en 1656, capturado por los ingleses, pero para entonces los convoyes eran una sombra de lo que habían sido en su momento cumbre a finales del siglo anterior. No obstante incluso sin ser completamente capturadas, frecuentemente fueron atacadas, lo que inevitablemente tuvo un precio. No todo el comercio marítimo del disperso imperio podía protegerse por grandes convoyes, permitiendo a los corsarios holandeses, ingleses y franceses y a los piratas tener la oportunidad de devastar el comercio entre las costas americana y española y asaltar asentamientos aislados. Esto fue particularmente salvaje a partir de los años 1650, con ambos bandos cayendo a extraordinarios niveles de barbarie, incluso por los estándares de la época. España también tuvo que encargarse de la piratería berberisca en el Mediterráneo y de Oriente y la piratería holandesa en las aguas alrededor de las Filipinas.
La expansión del Imperio español en el Nuevo Mundo fue llevada a cabo desde Sevilla, sin la cercana dirección de los dirigentes de Madrid. Carlos I y Felipe II estuvieron principalmente ocupados con sus deberes en Europa, y así el control de las Américas fue llevado por virreyes y administradores coloniales que funcionaban con efectiva autonomía. Los reyes Habsburgo consideraron sus colonias como sociedades feudales en vez de partes integrantes de España. Los Habsburgo, familia que había gobernado tradicionalmente sobre diversos dominios no contiguos y había sido forzada a delegar autonomía a administradores locales, duplicaron estas políticas feudales en España, particularmente en el País Vasco y Aragón.
Esto significó que los impuestos, la mejora de infraestructuras y las políticas de comercio interior fueron definidas independientemente por cada región, llevando a muchas barreras de aduanas interiores y peajes, y políticas contradictorias incluso dentro de los dominios de los Habsburgo. Carlos I y Felipe II fueron capaces de dominar las diferentes cortes a través de su impresionante energía política, pero Felipe III y IV permitieron que decayera, y Carlos II fue completamente incapaz de controlarlas. El propio desarrollo de España fue obstaculizado por el hecho de que Carlos I y Felipe II pasaran la mayoría de su tiempo en el extranjero; durante la mayor parte del siglo XVI, España fue administrada desde Bruselas y Amberes, y fue solo durante la guerra de Flandes que Felipe regresó a España, donde pasó la mayoría de su tiempo en retiro en el palacio monástico de El Escorial. El desigual imperio, mantenido unido por un decidido rey que conservaba la hinchada burocracia junta, se desenmarañó cuando un débil gobernante llegó al trono.
Hubo intentos para reformar la anticuada burocracia española. Carlos, al convertirse en rey, chocó con sus nobles durante la Guerra de las Comunidades de Castilla cuando intentó ocupar posiciones de gobierno con efectivos oficiales holandeses y flamencos. Felipe II se encontró con una importante resistencia cuando intentó imponer su autoridad sobre los Países Bajos, contribuyendo a la rebelión en ese país. El Conde-Duque de Olivares, ministro jefe de Felipe IV, siempre consideró esencial para la supervivencia de España que la burocracia estuviera centralizada; Olivares incluso apoyó la unión completa de Portugal con España, aunque nunca tuvo la oportunidad de hacer realidad sus ideas. Sin la mano firme y diligencia de Carlos I y Felipe II, la burocracia se hizo cada vez más hinchada y corrupta hasta que, por la destitución de Olivares en 1643, se volvió obsoleta.

## La economía española

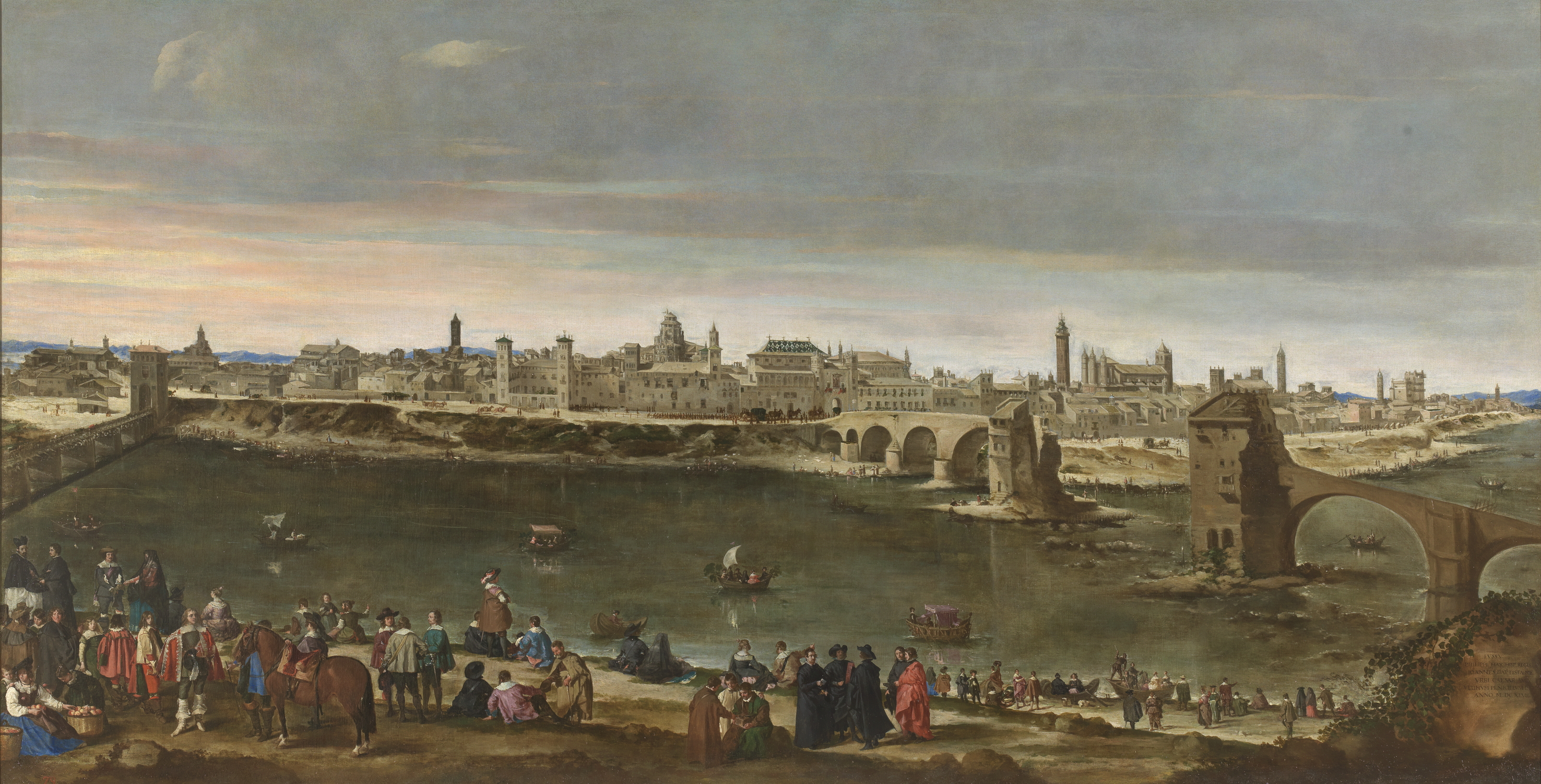
La ciudad de Zaragoza, por Juan Bautista Martínez del Mazo, lienzo frecuentemente atribuido a Velázquez.

Como la mayoría de Europa, España había sufrido hambruna y la peste durante los siglo XIV y XV. Para el año 1500, Europa estaba comenzando a salir de estos desastres demográficos, y las poblaciones comenzaron a crecer - Sevilla, que era hogar de 60 000 personas en 1500 creció rápidamente a 150 000 para finales del siglo. Hubo un movimiento sustancial hacia las ciudades de España para sacar provecho de las nuevas oportunidades como constructores de barcos y comerciantes para servir al impresionante y creciente Imperio español.
La inflación en España, como resultado de la deuda del estado y la importación de plata y oro desde el Nuevo Mundo, provocó privaciones para el campesinado. El coste medio de los bienes se quintuplicó en el siglo XVI en España, encabezado por la lana y los cereales. Aunque razonable cuando se compara con el siglo XX, los precios en el siglo XV cambiaron muy poco, y la economía europea fue sacudida por la llamada revolución de los precios. España, junto con Inglaterra era el único productor europeo de lana, inicialmente beneficiado por el rápido crecimiento. Sin embargo, como en Inglaterra, allí en España comenzó un movimiento de desamortización que ahogó el crecimiento de alimentos y despobló pueblos enteros cuyos residentes estuvieron forzados a trasladarse a las ciudades. Pero a diferencia de Inglaterra, la alta inflación, la carga de las guerras de los Habsburgo y los exagerados impuestos aduaneros que dividían el país y restringían el comercio con las Américas, ahogaron el crecimiento de la industria que podía haber proporcionado una fuente alternativa de ingresos en los pueblos.
La ganadería de ovejas fue practicada extensamente en Castilla, y creció rápidamente con el aumento de precios de la lana apoyado por el rey. Ovejas merinas eran trasladadas anualmente cada invierno desde las montañas del norte hasta el más cálido sur, ignorando los senderos mandados por el estado que tenían la intención de evitar que la oveja pisoteara las tierras de labranza. Las quejas presentadas contra el gremio de pastores, la Mesta, fueron ignoradas por Felipe II que obtenía un buen negocio de los ingresos de la lana. Finalmente, Castilla se volvió estéril, y España fue completamente dependiente de alimentos importados que, dado el coste del transporte y el riesgo de la piratería, eran mucho más caros en España que en cualquier otro lugar. Como resultado, la población de España creció mucho más lentamente que la de Francia; en tiempos de Luis XIV, Francia tenía una población mayor que la de España e Inglaterra combinadas.

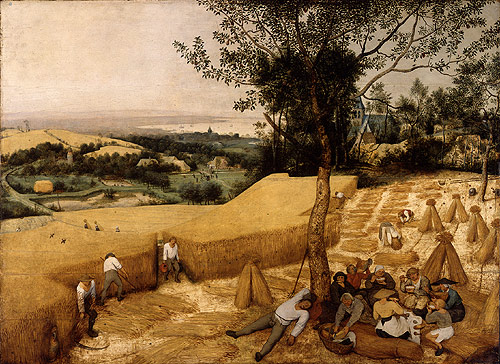
Los segadores, de Pieter Brueghel el Viejo.

El crédito surgió como una extendida herramienta de negocio española en el siglo XVI. La ciudad de Amberes, en los Países Bajos Españoles, estaba en el corazón del comercio europeo y sus banqueros financiaron la mayoría de los créditos de las guerras de Carlos V y Felipe II. El uso de "notas de cambio" se volvió común a medida que los bancos de Amberes fueron cada vez más poderosos y llevó a una amplia especulación que ayudó a exagerar los cambios de precios. Aunque estas tendencias pusieron los cimientos para el desarrollo del capitalismo en España y Europa en conjunto, la falta total de regulación y la corrupción dominante significó que los pequeños terratenientes a menudo perdieron todo con un único golpe de mala suerte. Los terrenos en España se volvieron progresivamente más grandes y la economía se volvió cada vez menos competitiva, particularmente durante los reinados de Felipe III y IV cuando crisis especulativas repetidas sacudieron a España.
La Iglesia Católica había sido siempre importante para la economía española, y particularmente en los reinados de Felipe III y IV, que tuvo ataques de intensa piedad personal y filantropía religiosa, grandes áreas del país fueron donadas a la Iglesia. Los últimos Habsburgo no hicieron nada para fomentar la redistribución de las tierras, y a finales del reinado de Carlos II, la mayoría de Castilla estaba en las manos de unos pocos selectos terratenientes, el mayor de los cuales era de lejos la Iglesia.

## Arte y cultura española

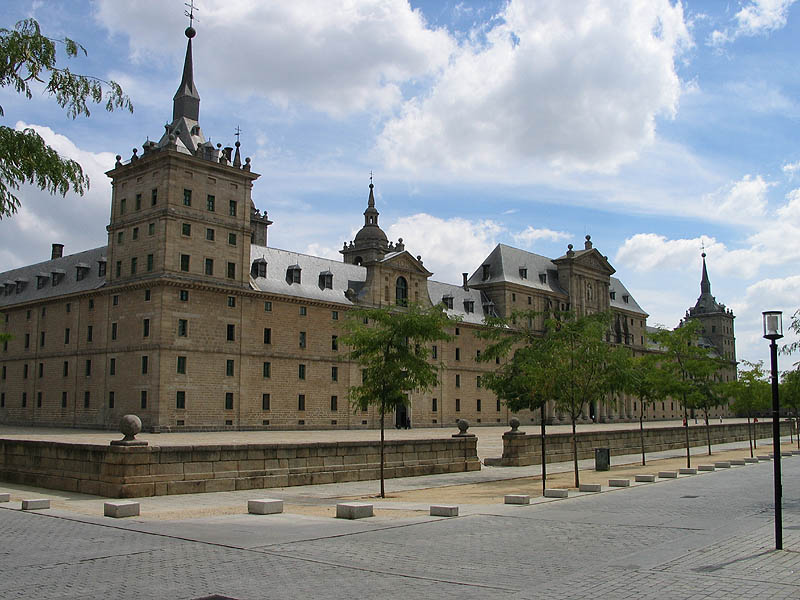
Real Monasterio de San Lorenzo de El Escorial.

El Siglo de Oro español fue un floreciente periodo para las artes y la literatura en España, que abarcó aproximadamente desde 1492 hasta 1650. En esta época surgieron figuras de la talla de El Greco y Velázquez en pintura o Garcilaso de la Vega, Miguel de Cervantes, Luis de Góngora, Francisco de Quevedo, Lope de Vega y Calderón de la Barca en cuanto a las letras se refiere. En América destaca la poeta Juana Inés de la Cruz, la última representante de la literatura áurea en español.
El monumento arquitectónico más relevante de la época es el Monasterio de San Lorenzo de El Escorial, mandado erigir en el reinado de Felipe II como símbolo de la monarquía universal católica, que, con su estilo renacentista pero austero debido al diseño de Juan de Herrera, quería representar la cumbre del Imperio español en su periodo de máximo esplendor.
Los pintores más destacados del Siglo de Oro podrían ser El Greco y Velázquez. El primero, activo a fines del siglo XVI, es reconocido por sus representaciones religiosas. El segundo está considerado como el más importante de los artistas españoles en el terreno pictórico por sus precisos y realistas retratos de la corte contemporánea de Felipe IV. Además de estas dos figuras capitales, un nutrido grupo de pintores les secundaron con similares méritos: Bartolomé Esteban Murillo, Francisco de Zurbarán o José de Ribera se cuentan entre los pintores de primera fila que produjo esta época.
El Greco, formado en su tierra natal de Creta y posteriormente en Italia, donde admiró y aprendió el arte de Miguel Ángel, llega a España para cultivar un peculiar manierismo relacionado con el espíritu ascético y místico de la realidad española del reinado de Felipe II y con la prosa y el verso de estas corrientes en su vertiente literaria de Fray Luis de León, Santa Teresa de Jesús y San Juan de la Cruz.

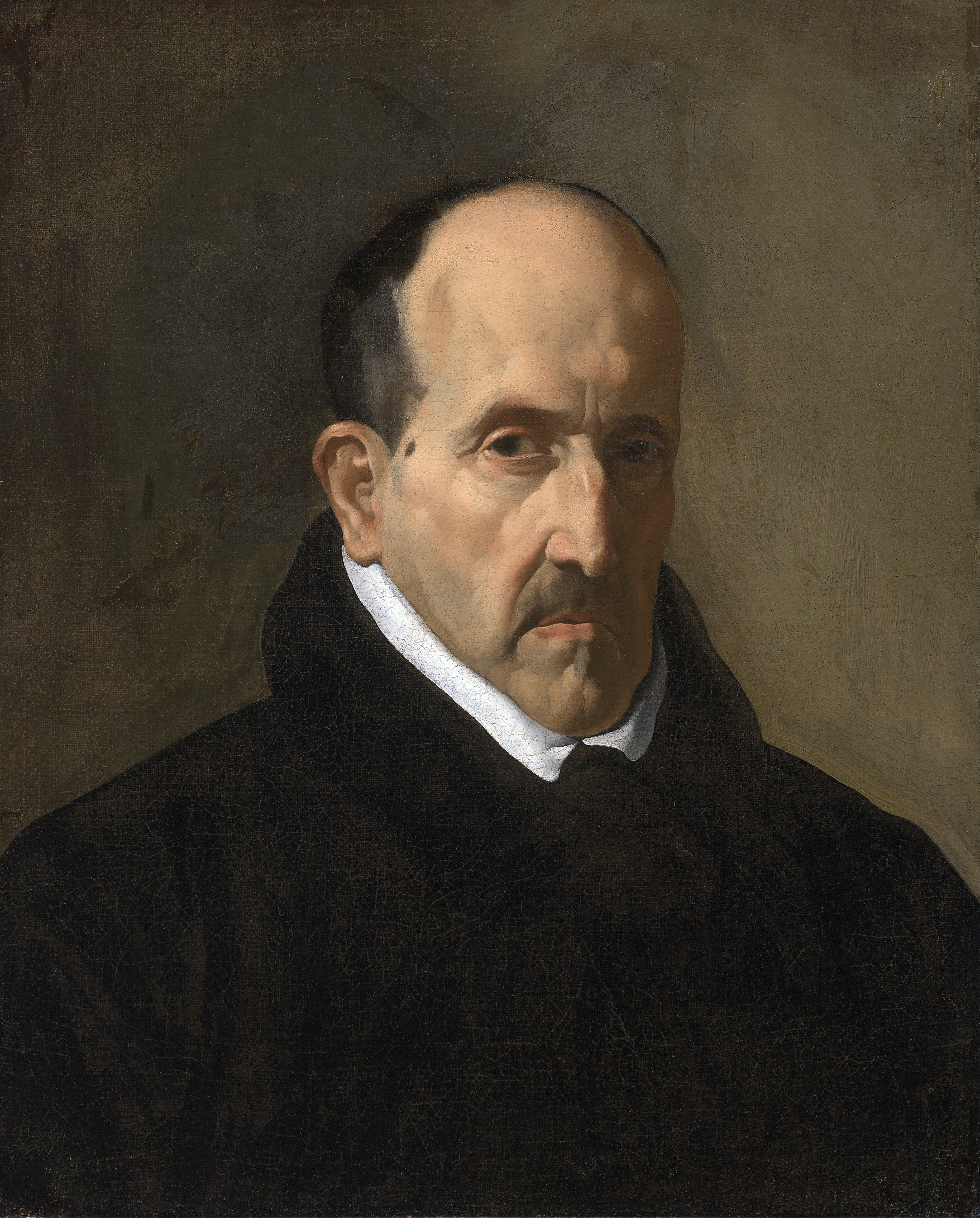
Luis de Góngora, por Velázquez.

En cuanto a Velázquez, se aprecia, además de su pintura de corte, los de temas religiosos, como El Cristo, los de género mitológico, como La fragua de Vulcano o El triunfo de Baco e incluso se ha querido ver en él a un precursor del impresionismo en el tratamiento de la luz y la pincelada suelta que reflejan sus pequeños cuadros de la Villa Médici. Pero sin duda sus obras maestras son Las hilanderas, pintado hacia el final de su trayectoria, y sobre todo Las Meninas, un cuadro que ha producido largas reflexiones, como la que le prodigó José Ortega y Gasset.
El esplendor de las letras castellanas se inicia con la obra teórica del humanista Antonio de Nebrija, que en 1492 publica la primera Gramática castellana. A partir de 1528 y con la obra poética de Garcilaso de la Vega, la lírica experimentará un importante cambio de rumbo, adoptando la métrica italiana de los autores del Renacimiento y fijando así, con plenitud, la que había de ser la literatura del Siglo de Oro español, inmersa completamente en los temas y maneras del renacimiento literario.
Una obra realista anónima inaugura el género que posteriormente se llamó novela picaresca: El Lazarillo de Tormes. Su atención a la marginalidad social y la crítica implícita de las instituciones religiosas y la hipocresía social provocó una serie de novelas continuadoras entre las que destaca el Guzmán de Alfarache de Mateo Alemán. El género fue ampliamente imitado posteriormente en Francia y Alemania en obras como el Gil Blas de Lesage o Moll Flanders de Daniel Defoe.
Cervantes escribe a comienzos del siglo XVII Don Quijote de la Mancha, la obra más universal de la literatura española de todos los tiempos. Concebida como una crítica en forma de parodia de los aspectos más fabulosos de los libros de caballería, la que ha sido considerada el punto de inicio de la novela moderna refleja la realidad deprimida del campo español y consigue reunir todos los géneros narrativos del renacimiento para darles nueva forma con una perspectiva irónica y distanciada no exenta, sin embargo, de un conocimiento profundo de la esencial humanidad de los personajes.
Muy importante asimismo es la creación de la Comedia Nueva por parte de un conjunto de dramaturgos encabezados por Lope de Vega. La capacidad de conectar con el público a la vez que creara las bases para un desarrollo integral del teatro español, le granjeó el calificativo del «Fénix de los Ingenios». Tragedias como El caballero de Olmedo o comedias como La dama boba cimientan su condición de figura clásica del teatro hispano. Digno sucesor tuvo en el más cerebral y barroco Calderón de la Barca, que dominó la escena desde la muerte de Lope hasta pasada la mitad del siglo XVII. La vida es sueño es considerada la obra cumbre del teatro español por sus implicaciones filosóficas.
Por lo que respecta a la poesía barroca, dos figuras, mucho tiempo consideradas opuestas pero hoy unidas en la estética del concepto, dominaron la jerarquía lírica: El difícil y brillante, pero de belleza inmarcesible, Luis de Góngora y el ingenioso, mordaz y gran creador del lenguaje Francisco de Quevedo. Es Juana Inés de la Cruz la última gran escritora del Siglo de Oro. Murió en Nueva España en 1695. Atisbos de reivindicación de la condición femenina y un lenguaje culterano de gran profundidad conceptual avalan su calidad poética.

### En español
- Black, Jeremy (2003). Atlas ilustrado de la guerra: Del Renacimiento a la Revolución, 1492-1792. Ediciones Akal. ISBN 84-460-0979-X
- Braudel, Fernand (1953). El Mediterráneo y el mundo mediterráneo en la época de Felipe II. Fondo de Cultura Económica. ISBN 84-375-0095-8
- Brown, J. y Elliott, J. H. (1981). Un palacio para el rey. El Buen Retiro y la corte de Felipe IV. Revista de Occidente: Alianza Editorial. ISBN 84-292-5111-1
- Domínguez Ortiz, Antonio (1989). El siglo de Oro (siglo XVI). Editorial Planeta.
- Edwards, John (2001). La España de los Reyes Católicos: 1474-1520. Editorial Crítica. ISBN 84-8432-266-1
- Kamen, Henry (1997). Felipe de España. siglo XXI de España Editores. ISBN 84-323-0962-1
- Kamen, Henry (2003). Imperio: la forja de España como potencia mundial. Editorial Aguilar. ISBN 84-663-1277-3
- Kamen, Henry (1984). Una sociedad conflictiva: España, 1469-1714. Alianza Editorial. ISBN 84-206-0064-4
- Parker, Geoffrey (1988). La Guerra de los Treinta Años. Editorial Crítica. ISBN 84-7774-238-3
- Parker, Geoffrey (2000). El ejército de Flandes y el Camino Español (1567-1659). Alianza Editorial. ISBN 84-206-2933-2
- Parker, Geoffrey (1997). Felipe II. Alianza Editorial. ISBN 84-206-6365-4
- Stradling, R. A. (1989). Felipe IV y el gobierno de España, 1621-1665. Ediciones Cátedra. ISBN 84-376-0823-6
- Varios (2000). Historia de la literatura española. Editorial Ariel.

### En inglés
- Armstrong, Edward (1902). The emperor Charles V. New York: The Macmillan Company
- Brown, Jonathan (1998). Painting in Spain: 1500-1700. New Haven: Yale University Press. ISBN 0-300-06472-1
- Harman, Alec (1969). Late Renaissance and Baroque music.  New York: Schocken Books.
- Parker, Geoffrey (1977). The Dutch revolt. Cambridge: Cambridge University Press. ISBN 0-8014-1136-X
- Parker, Geoffrey (1997). The general crisis of the seventeenth century. New York: Routledge. ISBN 0-415-16518-0
- Wright, Esmond, ed. (1984). History of the World, Part II: The last five hundred years (3rd ed.). New York: Hamlyn Publishing. ISBN 0-517-43644-2.
- Gallardo, Alexander (2002), Spanish Economics in the 16th Century; Theory, Policy, and Preactice, ed. Lincoln, NE:Writiers Club Press,2002. ISBN 0-595-26036-5.

| Predecesor: Juana la Loca | Períodos de la historia de España Casa de Austria | Sucesor: Reformismo borbónico |

- Datos: Q600093
- Multimedia: Habsburg Spain / Q600093